# Agfa Camerawerk München
Das Agfa Camerawerk München war eine bedeutende Produktionsstätte der Agfa AG, spezialisiert auf die Herstellung von Kameras und fotografischen Geräten. Während des Zweiten Weltkriegs wurde das Werk zur Rüstungsproduktion umfunktioniert und war auch Standort eines KZ-Außenlagers, in dem Häftlinge Zwangsarbeit leisten mussten. Nach 1945 kehrte Agfa München zur Produktion ziviler Kameratechnik zurück, bevor die Fertigung Anfang der 1980er Jahre aufgrund technologischer Veränderungen und Marktrückgänge eingestellt wurde.

## Hintergrund
Agfa nahm nach dem Vorbild des Konkurrenten Kodak zusätzlich zur Produktion von Filmen ebenfalls Kameras in sein Programm auf. Dazu wurde die Optische Anstalt Alexander Heinrich Rietzschel in München übernommen und in Agfa Camerawerk München umbenannt. Mit den Kameras sollte vor allem der Absatz der Filmmaterialien gesteigert werden. Infolgedessen gab es so gut wie keine Kameras mit Wechselobjektiven von Agfa, während Modelle mit einfacher Bedienung im Vordergrund standen, um technisch Unkundige zum Fotografieren zu bewegen. Einen bedeutenden Platz in der Kamerageschichte erlangte dabei die Agfa Optima aus dem Jahr 1959 als erste Kamera mit Programmautomatik.

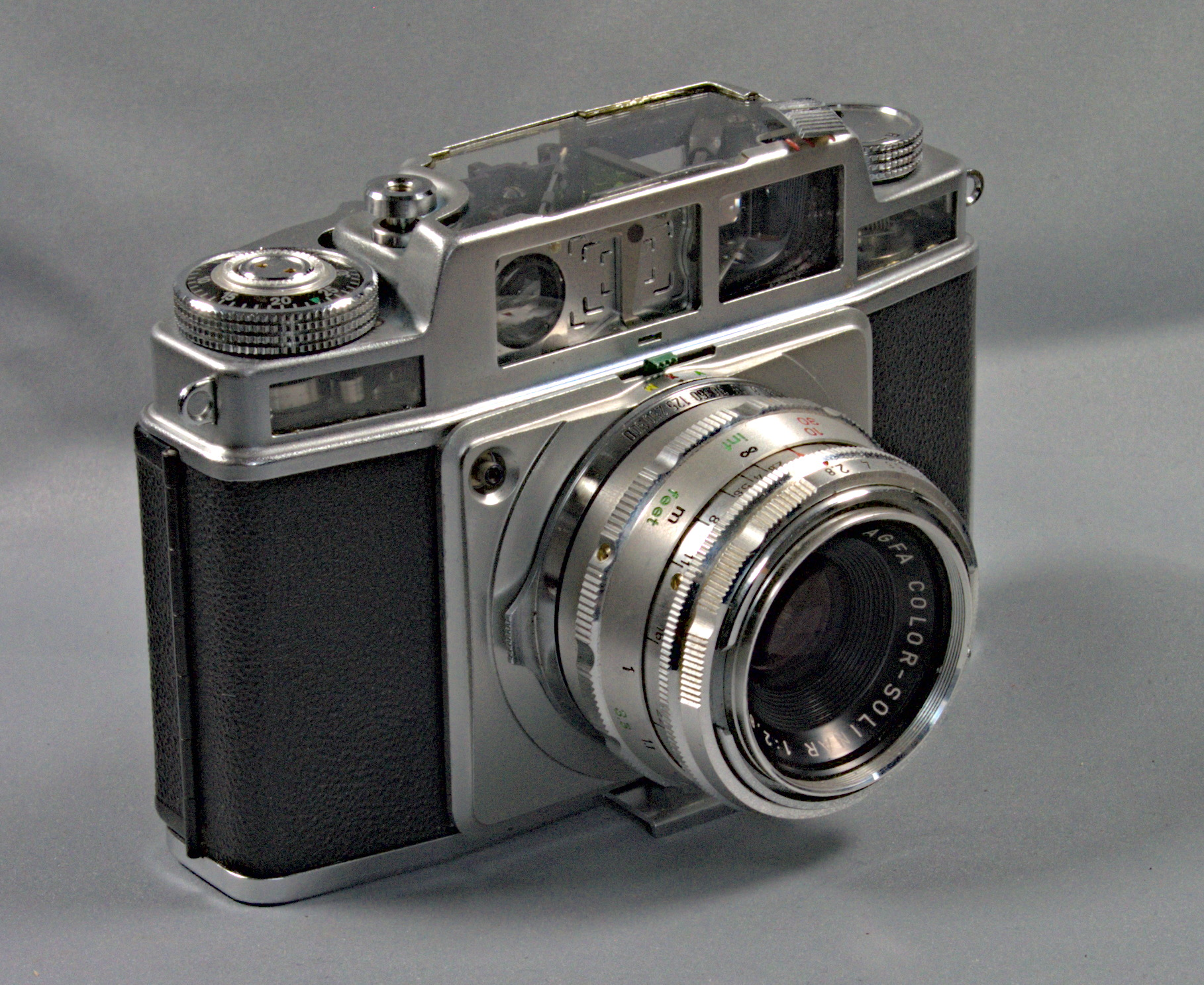
Demonstrationsmodell der Ambi-Silette

Im Gegensatz zu anderen deutschen Herstellern, insbesondere Leica und Rollei, sind die Agfa-Kameras nur unzureichend dokumentiert. Die Werksaufzeichnungen widersprechen sich mitunter bei der Produktionszeit und Produktionszahlen einzelner Modelle nennen sie überhaupt nicht. Es existiert lediglich eine tabellarische Übersicht in der Unternehmensdokumentation von Günther Kadlubek. Hinzu kommt, dass mit der Werksschließung ein Großteil der Akten verloren ging.

## Vorgängerunternehmen

### Optische Anstalt Alexander Heinrich Rietzschel

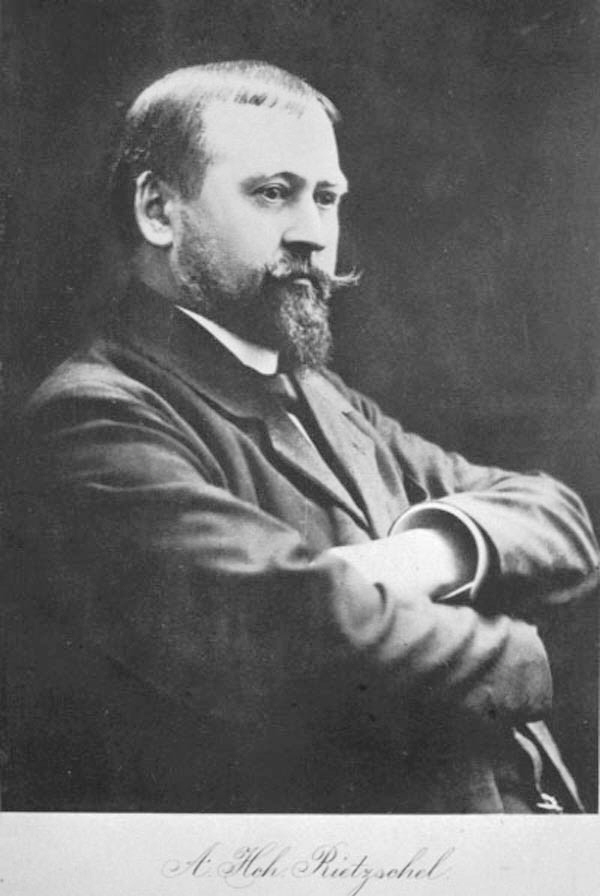
Alexander Heinrich Rietzschel, um 1900

Die Ursprünge des Agfa Camerawerks liegen in der 1896 gegründeten Optischen Anstalt Alexander Heinrich Rietzschel.
Rietzschel wurde 1860 in Dresden geboren und absolvierte eine Lehre als Feinmechaniker und Optiker bei Carl Zeiss in Jena, bevor er 1886 nach München ging. Dort arbeitete er zunächst beim Objektivhersteller C. A. Steinheil & Söhne, dann bei Rodenstock. 1896 gründete er schließlich einen eigenen optischen Betrieb in der Gabelsbergerstraße 36/37. Der Erfolg dieser Unternehmung fußte vor allem auf dem Objektiv Linear 4,5, für das Rietzschel 1898 ein Patent erhielt. Eine Kamera folgte mit der Clack 1900, woraufhin das Unternehmen in Alexander Heinrich Rietzschel GmbH, Fabrik photographischer Apparate und Objektive umbenannt und die Geschäftsräume in die Schillerstraße 28 verlegt wurden. Die Kameraproduktion lief ausgezeichnet, sodass die Mitarbeiterzahl schon nach einem Jahr 100 betrug, ein Patent für Ganzmetall-Kameragehäuse aus dem Jahr 1905 steigerte den Erfolg. Rietzschel-Kameras gaben sich kaum zu erkennen, sie trugen kein Namensschild, nur die Objektivbeschriftung deutete auf den Hersteller hin.

### Unter Bayer-Regie
Zu Beginn des Ersten Weltkriegs arbeiteten rund 200 Mitarbeiter bei Rietzschel, die aber nicht gehalten werden konnten, da keine Rüstungsgüter zum Fertigungsprogramm gehörten und entsprechende Aufträge fehlten. Zwar ging es 1919 schon wieder mit 100 Beschäftigten weiter, es fiel aber schwer, das Unternehmen zu finanzieren. Der Unternehmensgründer suchte daraufhin einen Partner. Dieser Plan wurde dem Münchner Verkaufsbüro der Bayer AG bekannt, die eine eigene Fertigung von Foto- und Filmapparaten zu errichten beabsichtigte, um die Produktion von Fotopapieren zu ergänzen. So übernahm Bayer am 1. März 1921 einen Anteil von 80 %, es blieb aber bei der bestehenden Produktpalette und auch beim Namen Rietzschel. Bruno Uhl, ein 26-jähriger Kaufmann, der zuvor in der fotografischen Abteilung bei Bayer in Wiesdorf tätig war, vertrat die Interessen Bayers. Ihm gelang es, die Jahresproduktion von 3700 auf 6500 Kameras zu steigern, wozu vor allem verstärkte Exporte beitrugen. 1924 erhöhte Bayer seinen Anteil auf 100 % und ernannte Bruno Uhl zum Direktor. 1925 produzierten 350 Mitarbeiter bereits 25.000 Apparate jährlich.

## 1926 bis 1945

### Übergang zum Agfa Camerawerk
Mit der Gründung der Interessengemeinschaft Farbenindustrie AG am 10. Dezember 1925 gehörte mit Bayer auch das Camerawerk zu diesem Konzern. Es gab Diskussionen, wie es am besten unterzubringen sei, wobei es unter anderem Stimmen für einen Anschluss an Zeiss Ikon gab, ein Unternehmen, das ohnehin aus einer Fusion hervorgegangen war. Schließlich wurden aber alle fotografischen Aktivitäten Agfa Berlin unterstellt, somit auch das Münchner Camerawerk, das in I.G. Farbenindustrie Aktiengesellschaft Camerawerk München umbenannt wurde. Alexander Heinrich Rietzschel begab sich mit 66 Jahren in den Ruhestand. Bruno Uhl wurde als Leiter der Abteilung „Photoverkauf Deutschland“ nach Berlin berufen, ihm folgte als Werksdirektor Oskar Becker, der als Betriebsleiter in Berlin tätig war.

### In der I.G. Farben
Die I. G. Farben war zunächst auf Vorschlag von Carl Duisberg regional organisiert. Er sah in parallelen Standorten einen Wettbewerb, der Forschung und Entwicklung beleben würde und sprach dabei von „Idealkonkurrenz“. Daraufhin gehörte das Camerawerk mit Agfa Wolfen und Agfa Berlin zur Betriebsgemeinschaft Mitteldeutschland. Die Weltwirtschaftskrise führte dann aber zum Umbau nach den Plänen von Fritz ter Meer: Nun sollten technisch verwandte Aktivitäten zusammengefasst werden, um eine doppelte Forschung zu vermeiden. Es wurden drei Sparten eingerichtet und von naturwissenschaftlich ausgebildeten Mitarbeitern geleitet. Das Camerawerk kam zu Sparte III Produktion und Vertrieb von Veredelungsprodukten. Leiter war Fritz Gajewski, der außerdem Werksdirektor in Wolfen war. In Berlin wurde Agfa Berlin SO 36 eingerichtet, eine Verkaufsgemeinschaft Fotografika, Kunstseide und Riechstoffe. Sie war verhältnismäßig selbstständig und hatte beim Verkaufsprogramm des Camerawerks die entscheidende Stimme. Dadurch waren technische Argumente nicht uneingeschränkt ausschlaggebend, vielmehr war die Fototechnik ein Vertriebsinstrument, um den Filmabsatz zu erhöhen.

### Kameramarkt
Agfa verkaufte auf dem deutschen Markt 20 % aller Kameras. Der größte Konkurrent war Kodak; dieser Filmhersteller hatte mit dem Kamerawerk August Nagel ebenfalls einen Kamerahersteller aufgekauft. Außerdem gab es noch Zeiss Ikon mit 15 %. Alle übrigen Hersteller hatten einen deutlich geringeren Anteil, sie bedienten meist Nischenmärkte und erreichten mitunter nur 1 % Marktanteil. Das Camerawerk München bot Kameras in allen Preislagen, der Schwerpunkt lag aber auf den Einsteigerkameras. Die Filme aus Wolfen, Papiere aus Leverkusen und Fotogeräte aus München führten zum Slogan … alles aus einer Hand! Dieser Grundsatz wurde bis zur Schließung des Camerawerks beibehalten.

### Produktionsstätten
An der Tegernseer Landstraße wurde 1927 das vormalige Sedlbauer-Fabrikgebäude und Gelände erworben, renoviert und ausgebaut, so dass dort bereits zum Jahresende u. a. Stanzerei, Werkzeugbau, Labor und Montage einziehen konnten. 58.000 Apparate wurden bei einer Belegschaft von 600 Personen gefertigt, ein Jahr später Filmkameras und Projektoren für 16-mm-Schmalfilm, danach auch Diaprojektoren, die „Stehbildwerfer“ genannt wurden. Die Kameras trugen nun den Agfa-Rhombus, nur die Objektive hießen noch eine Weile Rietzschel. 1935 begann versuchsweise die Herstellung von 16-mm-Tonfilmprojektoren und 35-mm-Kameras, die Serienfabrikation wurde 1929 freigegeben. Parallel dazu entwickelte sich die Fabrikation von Dunkelkammergeräten, Vergrößerungs- und Kopiergeräten für photographische Labore. 1937 folgte die erste 8-mm-Schmalfilmkamera.

### Export
Die I.G. Farben baute ihr Exportgeschäft wie kein anderes deutsches Unternehmen in den 1930er Jahren aus, wobei AGFA keine Ausnahme darstellte. Man versuchte in Asien die Dominanz der US-Hersteller zu vermindern und lieferte ansonsten vor allem in die Vereinigten Staaten. Dort übernahm man im Frühjahr 1928 Ansco, so umging man hohe Zollschranken und hatte als einziges deutsches Photounternehmen ein Standbein in den USA. Darüber hinaus verlagerte man aber keine Produktionsstätten. Auf dem US-Markt waren billige Kameras kein Geschäft, da Kodak bereits den Markt überschwemmt hatte. Man konnte infolgedessen die Konzepte für den deutschen Markt nicht übernehmen und musste mit hohen Anfangsverlusten leben. Da ASCO offiziell weitgehend selbsttätig handelte, gab es keine Probleme mit Staatsvorschriften. 1941 wurde ANSCO als hostile alien property beschlagnahmt und der General Aniline and Film Corporation (GAF) unterstellt, ein Unternehmen, das 1939 aus einer Fusion hervorgegangen war.

### Produktpalette
Die wichtigste Baureihe war zunächst die Billy, eine Klappkamera für das Format 6 cm × 9 cm, mit der das Camerawerk seine Produktion erheblich ausweiten konnte. 1930 stellte Agfa seine erste Boxkamera vor und hatte mit diesem Kameratyp einen gigantischen Erfolg. Bruno Uhl dachte sich mit diesen Kameras spektakuläre Werbekampagnen aus, von denen vor allem die Preisbox in aller Munde war.
Ende der 1930er Jahre ging Agfa bei den Klappkameras mit Faltenbalg auf das Format 6 cm × 6 cm und damit auf die Isolette über. Kleinbildkameras gab es erst ab 1937 im Agfa-Programm.

### Kriegszeit
1934 kam es zu ersten Aufträgen der Waffenämter. 1940 bestand die Produktion fast vollständig aus Wehrmachtsaufträgen. Zivile Kameras durften nur noch repariert, nicht aber verkauft werden, und die Lagerbestände mussten in den Export gehen. Ab 13. September 1944 verrichteten im Werk an der Tegernseer Landstraße 161 insgesamt etwa 700 weibliche KZ-Gefangene Zwangsarbeit. Sie setzten Zeitzünder für Flugabwehrgranaten zusammen und stellten Teile für die Waffensysteme V1 und die V2 her.

## 1945 bis 1955

### Zerstörung
Über die Bombenschäden gab es unterschiedliche Meldungen. Die Leitung des Camerawerks befand 40 % der Gebäude als zerstört, das Bayerische Wirtschaftsministerium hingegen etwa ein Fünftel und damit nur wenig mehr als der Durchschnittswert für Industriegebäude von 15 % in Bayern. Die Maschinen waren weitgehend erhalten, da sie bereits im Frühjahr 1944 ausgelagert worden waren. Die Vertriebsbüros in Berlin waren fast alle ausgebrannt.

### Produktionsanlauf
Facharbeitermangel, fehlende Rohstoffe und keine Zulieferteile aus der Sowjetischen Besatzungszone ließen die Produktion nur langsam anlaufen. 7500 Kameras vor dem Krieg standen einer Tagesproduktion von 60 Kameras in zwei Modellreihen im Herbst 1945 gegenüber, die komplett auf den Bedarf der US-Armee entfiel. Im Herbst 1946 gingen 91 % der Produktion an die US-Armee, 6 % an die französische Armee und bereits 3 % an das Deutsche Wirtschaftsamt. 1947 lag das Camerawerk München mit einer Produktion von 60.000 Kameras an dritter Stelle in Deutschland, nach Leica und Kodak Stuttgart.

## 1955 bis 1982

### Produktionsstätten
Unter amerikanischer Verwaltung wurde nach dem 2. Weltkrieg in München wieder die Produktion aufgenommen. Unter der Leitung des technischen Betriebsleiters Willy Kisselmann, seit 1961 Direktor des Münchner Kamerawerks, wurde 1964 ein Zweigwerk in Rottenburg an der Laaber, 1969 ein weiteres in Peiting und 1970 ein drittes in Peißenberg gegründet, wo den nach der Schließung der Kohlezechen betroffenen Arbeitern neue Arbeitsstellen geschaffen wurden. In Peißenberg wurden die Fachgeräte der Medizin- und der Druckvorbereitungstechnik und in Peiting die Großlaborgeräte gefertigt. Beide Produktionsstätten betrieben für die wesentlichen Technologien des Teilespektrums eigene Teilefertigungen, die aus Kostengründen nach und nach durch Outsourcing ersetzt wurden. 1974 kam noch eine Produktionsstelle in Coimbra hinzu; ein Joint Venture gab es bereits seit Mai 1960 in der ehemaligen indischen Residenzstadt Baroda (jetzt Vadodara) sowie eine Auftragsfertigung bei Fabrique d'Horologie La Vedette SA in Saverne, Frankreich.

### Produktpalette

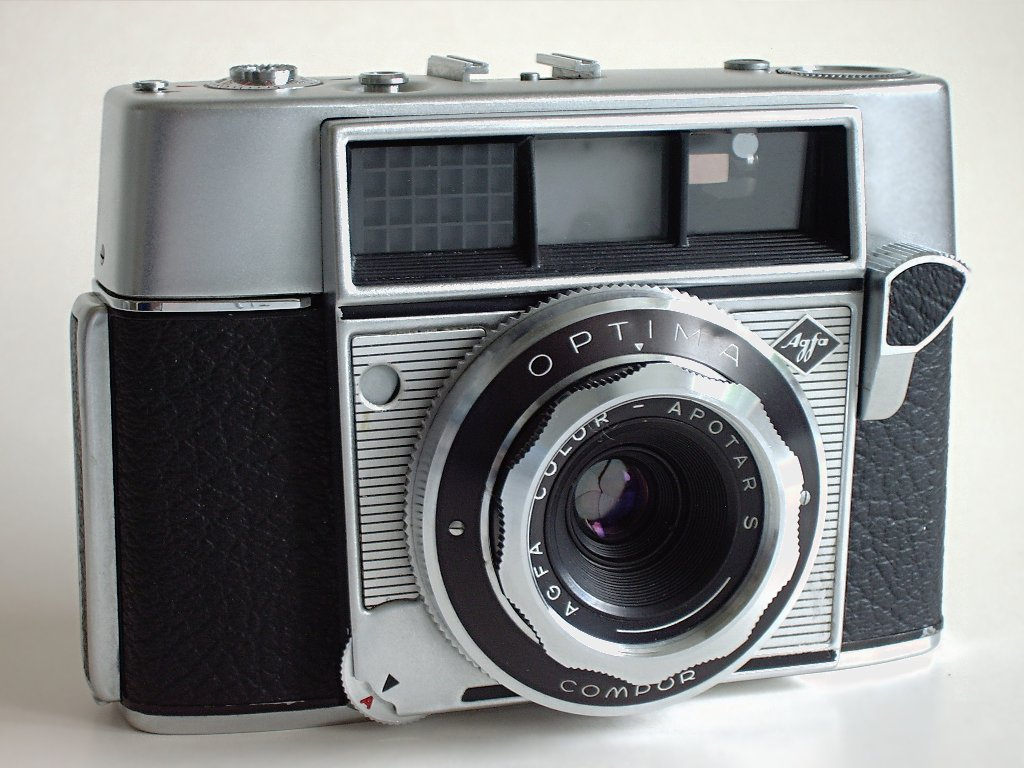
Die erste Agfa Optima, 1959

Die wichtigsten Neuerungen des Camerawerks München waren 1959 die Agfa Optima, die weltweit erste Kamera mit Programmautomatik, und 1968 die Einführung einer einheitlichen Design-Linie unter der Leitung von Schlagheck Schultes Design mit der Optima 200 Sensor.
Während der 1950er Jahre verkaufte Agfa noch die einfachen Kameras für den Rollfilm vom Typ 120 am meisten, also zunächst die Box-Kameras und dann die Clack, die zu den Box-Kameras gezählt werden kann, sowie die Click. Mit dem Aufkommen der Instamatic-Kameras von Kodak setzte Agfa zunächst mit bescheidenen Erfolg auf das Rapid-System und ging dann ebenfalls auf Instamatic-Kameras über. Bei den Kleinstbildkameras bot Agfa aber von vornherein das Pocket-System von Kodak an. Mit beidem war der Erfolg groß.
Bei den Schmalfilmkameras setzte Agfa – wie nahezu alle Hersteller – auf die Super-8-Kassette von Kodak und bot mit der Microflex besonders schnell eine kleine Taschenkamera an. Agfa-Filmkameras hatten aber bei Weitem keinen so hohen Marktanteil in ihrem Segment wie die Fotokameras. Die letzte Generation erschien 1976 mit den Modellen Movexoom 6 und Movexoom 10, die zwar mit ihrer modernen Elektronik richtungsweisend waren, aber auf einen stark rückläufigen Markt trafen, so dass die Produktion 1977 eingestellt wurde. Das System Family sollte dann eine Renaissance des Super-8-Films einleiten, wurde aber ein Misserfolg.
Gemäß dem Slogan Alles aus einer Hand wurden nicht nur Kameras hergestellt, sondern auch Projektoren und Zubehör wie Diabetrachter.

### Schlagheck Schultes Design

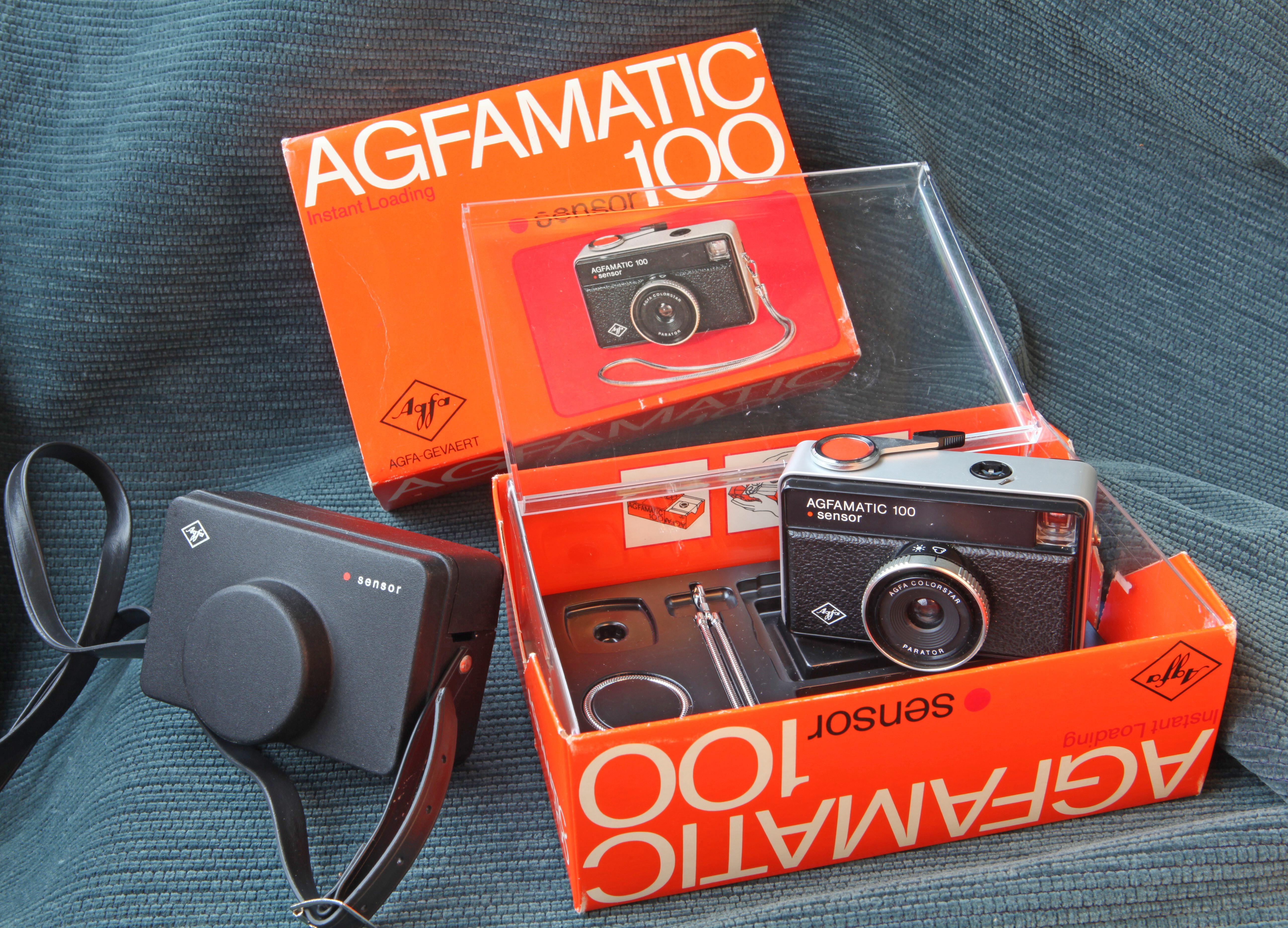
Agfamatic 100 mit Verkaufsverpackung

Herbert H. Schultes und Norbert Schlagheck waren beide bei Siemens als Designer tätig, durch eine Geschäftsbeziehung von Siemens mit Agfa kam der Kontakt mit dem Camerawerk München zustande. Daraufhin gründeten sie 1967 das Studio Schlagheck Schultes Design und entwarfen seit dieser Zeit sämtliche Agfa-Kameras. Alle Entscheidungen wurden zwar im Team getroffen, bei den Fotokameras war aber Schultes federführend und bei den Super-8-Kameras Schlagheck. Der Erfolg des Designbüros fußte auch darauf, dass sich Marketing, Vertrieb, Konstrukteure und Designer trafen, um alle Aspekte bis hin zur Reparaturfreundlichkeit und den Verkaufsverpackungen zu besprechen.
Die neue Linie folgte der Tradition des Bauhauses und hatte einen außerordentlichen Erfolg. Das galt in besonderem Maße für die Pocket-Baureihe. Durch ihr einheitliches Erscheinungsbild konnte man bei einem Fotografen schon aus einiger Entfernung erkennen, dass er eine Agfa-Kamera in der Hand hält. Dadurch fiel die weite Verbreitung dieser Kameras auch dem Laien auf und brachte weiteres Vertrauen gegenüber der Marke.
Schlagheck Schultes Design entwarf auch die Verkaufsverpackungen. Das waren häufig Sets, bestehend aus Kamera, Tragekette, Film, Blitzwürfel oder -gerät, mitunter auch noch Bereitschaftstasche. Ab 1970 war das Studio auch für die Corporate Identity von Agfa zuständig.

### Sensor-Auslöser

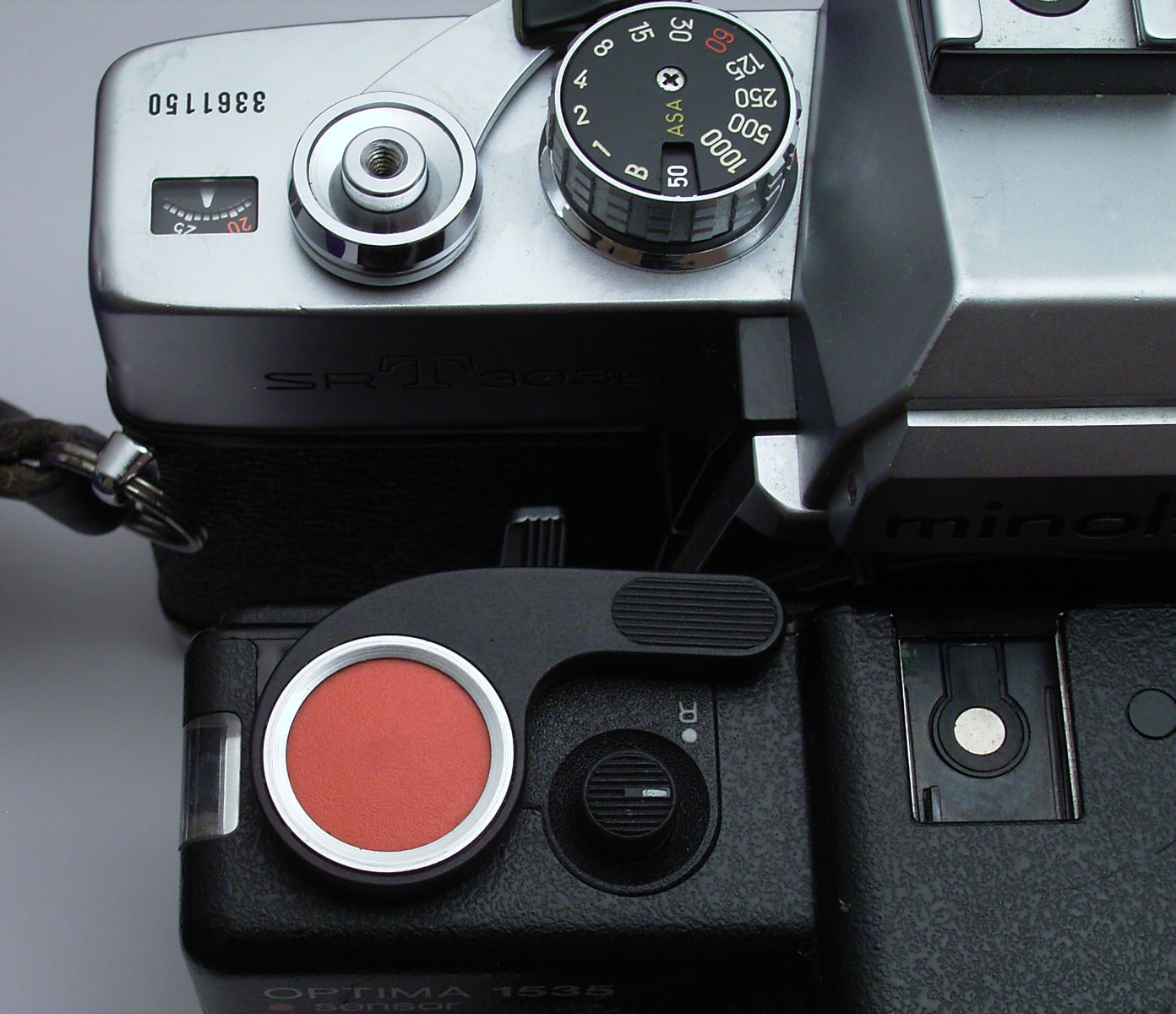
Sensor-Auslöser im Vergleich zum gewöhnlichen Auslöser

Die große Verbreitung der Optima mit ihrer Programmautomatik zeigte bei den von Agfa fortlaufend durchgeführten Fotolabor-Auswertungen immer mehr korrekt belichtete Bilder. Allerdings gab es nach wie vor zahlreiche verwackelte Bilder, die zum Teil auf lange Auslösewege der Auslösetaste zurückzuführen zu sein schienen. Deshalb wurde eine Taste entwickelt, die sich maximal 0,5 mm bewegte. In der Werbung sprach Agfa vom Sensor-Auslöser und machte durch seine Gestaltung auf ihn aufmerksam. Über dem Auslösehebel befand sich eine kreisrunde Kunststoffscheibe, ein leicht vorgespanntes Spritzgussteil in Orangerot, der Agfa-Werbefarbe. Überdies geriet diese Einrichtung mit 16 mm Durchmesser für einen Auslöser extrem groß. Die auffällige Erscheinung brachte als Nebeneffekt den Vorteil, dass sie eine Antwort auf die Frage „Wo soll ich denn draufdrücken?“ gab.
Bis zum Ende der Produktion 1983 stattete Agfa sämtliche Fotokameras und darüber hinaus sogar einige Filmkameras mit diesem Auslöser aus, ausgenommen das Einstiegsmodell, das aus Kostengründen darauf verzichten musste. Bis 1972 wurden 1,5 Mio. Kameras mit dem Sensor-Auslöser verkauft.

### Konzept
Das Camerawerk München konstruierte und baute möglichst viele Komponenten selber, insbesondere die Verschlüsse und Objektive. Um Letztere berechnen zu können, wurden Zuse-Computer eingesetzt. Dadurch, dass die Gewinne der Zulieferbetriebe eingespart wurden, konnte kostengünstig zuverlässig arbeitende Geräte produzieren werden. Auch war es möglich, früh eine elektronische Belichtungssteuerung anzubieten.
Ganz im Gegensatz zu den Innovationen in Design und Belichtungssteuerung legte Agfa wenig Wert auf eine angemessene optische Ausstattung und beschränkte sich auf die Dreilinsenobjektive Agnar und Apotar. Lange wurde davon ausgegangen, dass die Käufer ohnehin nur Bilder bis zur Postkartengröße benötigen und daher eher für ins Auge fallende Verbesserungen wie einen eingebauten Belichtungsmesser zahlen würden. Dem Aufkommen japanischer Kameras mit ihren vier-, mitunter sogar fünflinsigen Standardobjektiven f/2,8 setzte man erst spät mit dem Solinar etwas entgegen, das vier Linsen aufwies. Selbst dann gab es gut sichtbare Einsparungen durch minderwertige Vergütung sowie ausgelassene Schwärzung der geschliffenen Linsenränder im Objektivinneren.

### Ende der Kameraproduktion

Sprengung des AGFA-Hochhauses München, 2008

Im Laufe der 1970er Jahre wurde es immer schwieriger, in Deutschland kostendeckend zu produzieren, so dass kaum noch von Grund auf neu konstruierte Kameras erschienen. Großer Verluste brachte überdies das System Family ein.
1982 wollte der Vorstandsvorsitzende Andre Leysen das Camerawerk München schließen. Aus Kostengründen und wegen eines Verlustes von rund 226 Millionen DM im Jahr 1981 wurde die eigenen Kameraproduktionen in München, Rottenburg an der Laaber und Coimbra aufgegeben, die Geräteproduktion aber weitergeführt, da sich noch gute Produkte in der Produktpipeline befanden. Betroffen waren rund 3800 Mitarbeiter, davon 3200 in München. Die Werkzeuge der letzten Optima mit aufklappbarem Blitz gelangten in das chinesische Qingdao, um dort die Optima in leicht modifizierter Form als „Qingdao-6“ mit dem Solitar-Objektiv noch eine Weile weiterzuproduzieren.

## Fotokameras

### Standard

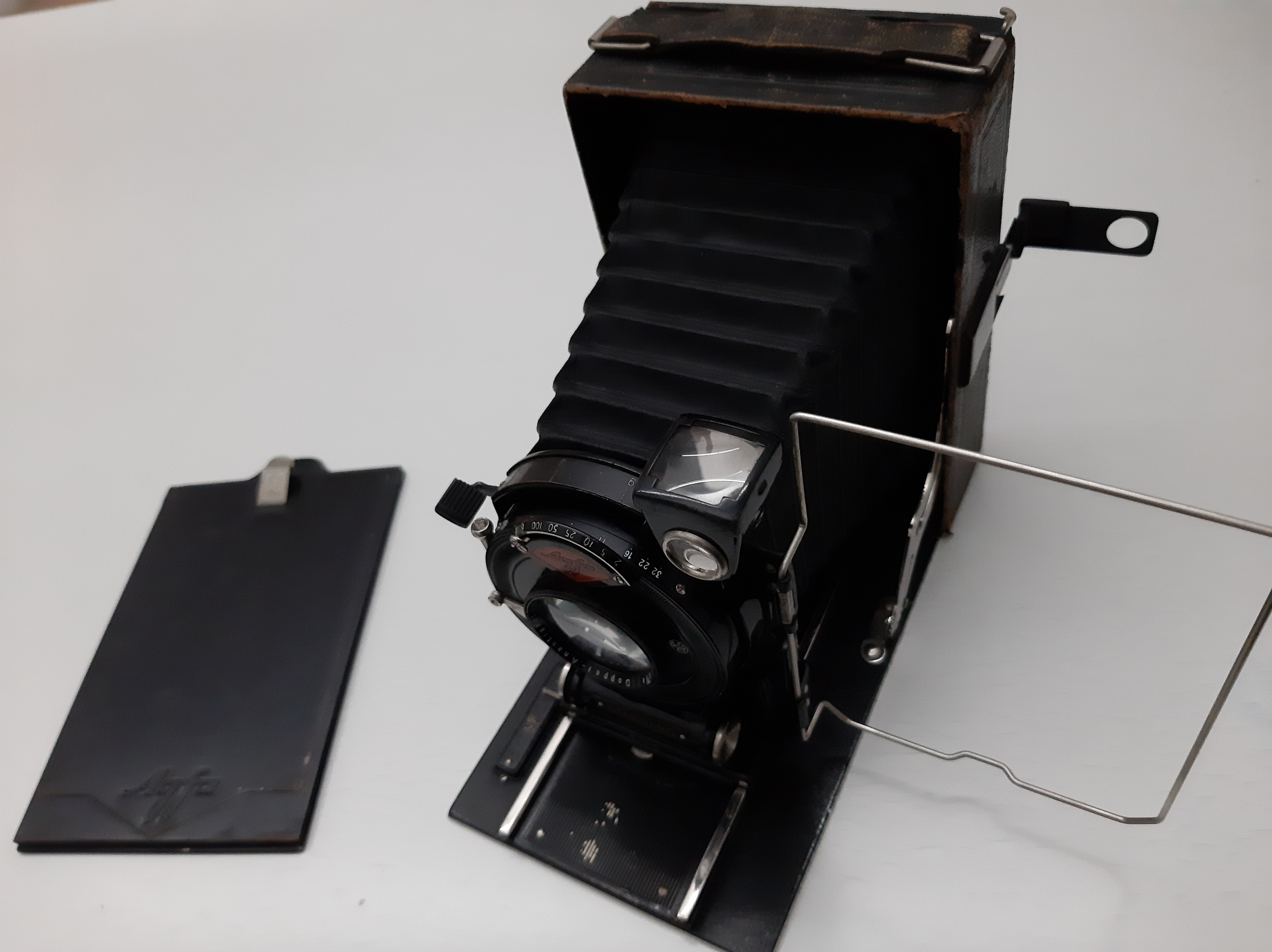
Agfa Standard

Die Kamera Standard war eine Plattenkamera für das Format 83 mm × 108 mm. Man klappte sie auf, dann sah man das Objektiv, ein Agfa Doppel-Anastigmat f/4,5 mit 135 mm Brennweite. Es wurde auf Schienen an einem Faltenbalg auf seine Arbeitsposition geschoben und konnte um 2 cm in der Höhe verstellt werden. Verschlusszeiten reichten von 1/2 s bis 1/100 s und B, die Öffnungen des Objektivs reichten von f/4,5 bis f/32. Wo später die Platte eingeschoben wurde, war zunächst eine Mattscheibe, um das Motiv beziehungsweise den Bildausschnitt zu sehen und die Schärfe einzustellen.
Die Kamera wurde von etwa 1926 bis Mitte der 1930er Jahre gebaut.

### Billy
Als erster Verkaufsschlager unter dem Namen Agfa kam 1928 die Billy heraus. Es war eine 6×9-Kamera für Rollfilm, deren Besonderheit in der schnellen Bereitschaft lag. Musste man bislang die Objektivstandarte umständlich über den Laufboden herausziehen, so sprang sie nun auf Tastendruck mit Öffnen der Gehäuseklappe heraus. Dieser richtungsweisenden Konstruktion folgten auch andere Hersteller, etwa Voigtländer mit der Bessa oder Zeiss-Ikon mit der Ikonta. In der Billy setzte Agfa auch den ersten selbstkonstruierten Verschluss ein, mit den Zeiten B, 1⁄25 s, 1⁄50 s und 1⁄100 s. Wie seinerzeit üblich, war die Billy mit verschiedenen Verschlüssen und Objektiven erhältlich. Die einfachste Variante kostete zunächst 34 RM, später 36 RM und ermöglichte mit diesem günstigen Preis vielen Amateuren den Einstieg in die Fotografie. In England und den USA nannte Agfa die Kamera Speedex, was auf die schnelle Bereitschaft hindeutete.

### Trolita
Die Trolita wurde zwischen 1938 und 1940 gebaut. Mit ihrem Faltbalgen, den Formaten 6 cm × 6 cm oder 6 cm × 9 cm, dem Anastigmat Apotar f/4,5 und dem Verschluss Prontor II erinnerte sie baulich stark an die Billy-Modelle, unterschied sich von ihnen aber durch das Gehäusematerial: Trolit, ein Bakelit-ähnlicher Kunststoff, der zuvor nur in der klassischen Box-Form bei der Trollix eingesetzt wurde. Mit teilweise brauner Belederung war dieses Modell in der Modellpolitik von Agfa als Billy-Luxusausgabe angesiedelt.
Wegen des bruchanfälligen Materials und der kleinen Herstellmengen ist sie heute eines der selteneren Sammlerstücke.

### Isolar
Die Isolar von 1929 kostete ab 90 RM und wandte sich an engagierte Amateure. Sie verwendete Plan- oder Plattenfilme im Format 9 cm × 12 cm und besaß ein Objektiv f/4,5 mit 135 mm Brennweite. Es war eine Klappkamera, deren Standarte sich u. a. zur Vermeidung stürzender Linien vertikal und horizontal verschieben lässt. Volle Entzerrung nach der Scheimpflugschen Regel – also zusätzlich horizontales und vertikales Drehen – konnte sie im Gegensatz zu immer wieder kolportierten Berichten nicht. An Laufbodenkameras war jedoch eine behelfsweise und schlecht kontrollierbare Objektivverschwenkung durch teilweises Einklappen des Laufbodens möglich. Nur sehr wenige Laufbodenkameras beherrschten zusätzlich dazu in gewissem Maß Objektivverschwenkungen. Meist war es nur Senken und Anheben des Laufbodens zusammen mit Feststellung des Laufbodens in gesenkter und angehobener Stellung, verbunden mit einer Objektivverschwenkung um eine Achse. Technische Kameras wie die Linhof Technika ermöglichten ausgefeiltere Verschwenkungen.

### Karat
Obwohl mit der Leica bereits 1925 die erste Kamera für Kleinbildpatronen erschien und Agfa diesen Filmtyp infolgedessen herstellte, kam erst 1937 ein eigenes Modell dafür heraus. Es handelte sich um eine Konstruktion mit Balgen, die Objektivstandarte wurde zum Fotografieren mittels einer Scherenmechanik nach vorn herausgezogen. Sperren verhinderten Doppelbelichtungen ebenso wie den Filmtransport ohne vorheriges Auslösen. Die einfache Variante mit dem Objektiv Igestar f/6,3 kostete 49 RM, das luxuriöse Modell mit dem Solinar f/3,5 demgegenüber 75 RM. Von der Karat erschienen im weiteren Verlauf auch Varianten mit teuren Objektiven, etwa dem Xenar f/2.0. Die Kamera blieb bis 1954 im Programm, als sie von der Silette abgelöst wurde.
Eine Besonderheit der ersten Karat-Kameras waren ihre speziellen Patronen, die das Filmeinlegen erleichterten. Mit der Karat 36 ging man aber schließlich zu den Standardpatronen vom Typ 135 über.
Der passende Dia-Projektor jener Zeit hieß Karator.

### Box
Allgemein bekannt machte Agfa seine Kameras mit den verschiedenen Box-Modellen, unterstützt durch spektakuläre Werbeaktionen. Die Boxkameras gab es seit 1930 und sie machten noch in den 1950er Jahren den Löwenanteil der Kameraproduktion aus. Sie wurden sehr häufig auch von Kunden gekauft, die sich zwar einen teureren Apparat leisten konnten, dessen komplizierte Bedienung aber fürchteten – ein Problem, das Agfa erst 1959 mit der Optima zu lösen vermochte.

### Isolette

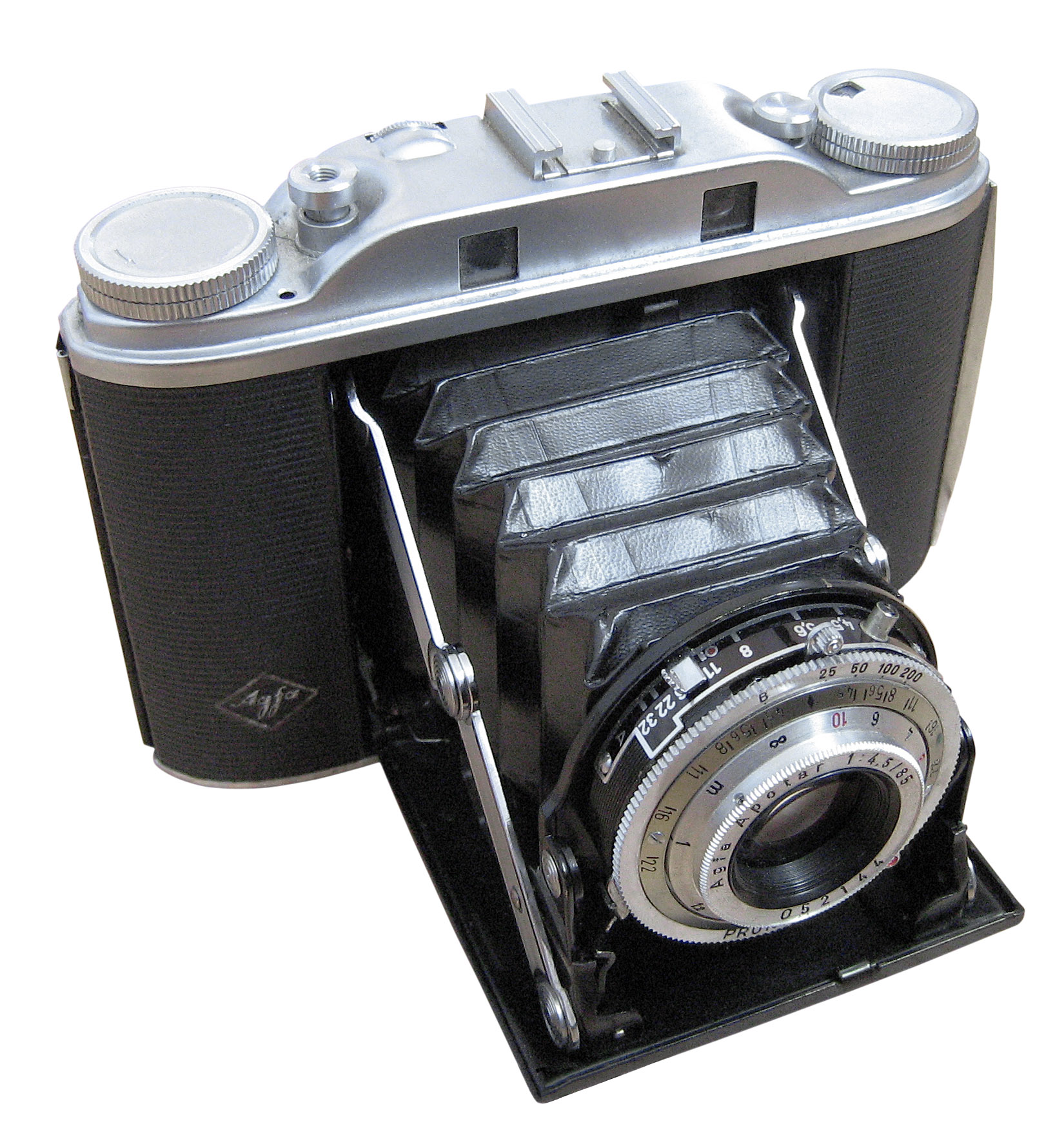
Agfa Isolette III, 1951 bis 1959

Als moderne Mittelformat-Klappkamera für das Format 6 cm × 6 cm im Herbst 1937 die Isorette heraus und wurde bereits nach wenigen Monaten in Isolette umbenannt. Sie löste allmählich die Billy mit ihrem Format 6 cm × 9 cm ab und blieb noch die ganzen 1950er Jahre im Programm.
Auf dem Gehäuse der Isolette basierte auch die 1956 vorgestellte Automatic 66; dabei handelte es sich um die erste Kamera mit einer vollautomatischen Belichtungssteuerung, einer Zeitautomatik.

### Solinette
Obwohl um 1952 allerorten Kleinbildkameras mit feststehendem Objektiv herauskamen, schloss sich Agfa erst zwei Jahre später mit der Silette diesem Trend an und brachte erst einmal ein neues Modell in der herkömmlichen Bauart mit Balg heraus. Bei der Solinette handelte es sich um eine Isolette für den Kleinbildfilm vom Typ 135. Beide Kameras besaßen das gleiche Design, auch blieb die Solinette ebenfalls bis Ende der 1950er Jahre im Programm.

### ClackundClick

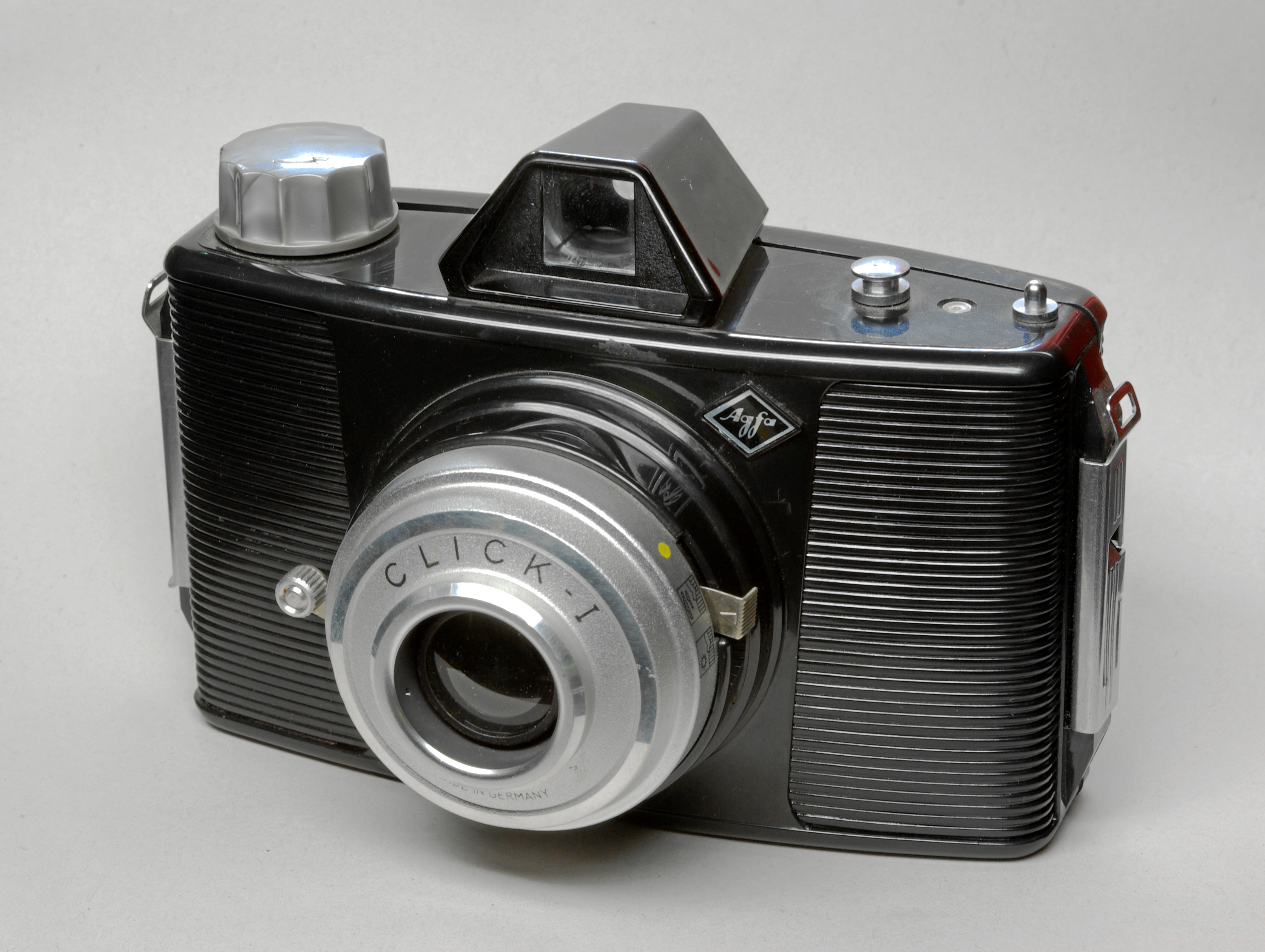
Agfa Click

Der Übergang von der Box- zur Kompaktkamera geschah mit den Modellen Clack und Click. Beide Modelle besaßen ein Kunststoffgehäuse, das das bisherige kastenförmige Aussehen vermied und dadurch sehr modern wirkte. Die Clack arbeitete unverändert mit dem Format 6 cm × 9 cm und wird mitunter noch zu den Boxkameras gezählt. Ihr Name leitet sich aus dem Auslösegeräusch ab, greift aber auch die Bezeichnung der ersten Rietzschel-Kamera wieder auf. Die Vorteile des Formats 6 cm × 9 cm in einer Billigkamera lagen darin, dass man durch Kontaktkopien Abzüge erstellen konnte, indem man in der Dunkelkammer kein Vergrößerungsgerät verwendete, sondern das Negativ direkt auf das Fotopapier legte.
Die Click benutzte ebenfalls den Rollfilm vom Typ 120, allerdings für das Format 6 cm × 6 cm, weswegen man sie zumeist nicht mehr zu den Boxkameras zählt. Das kleinere Bildformat machte die Kamera kleiner, wodurch die Click zu einem nochmals größeren Erfolg als die Clack geriet und dadurch bis 1970 im Programm blieb. Zu diesem Zeitpunkt war sie aber längst veraltet, inzwischen benutzten Einsteigerkameras den Instamatic-Film vom Typ 126.

### Silette

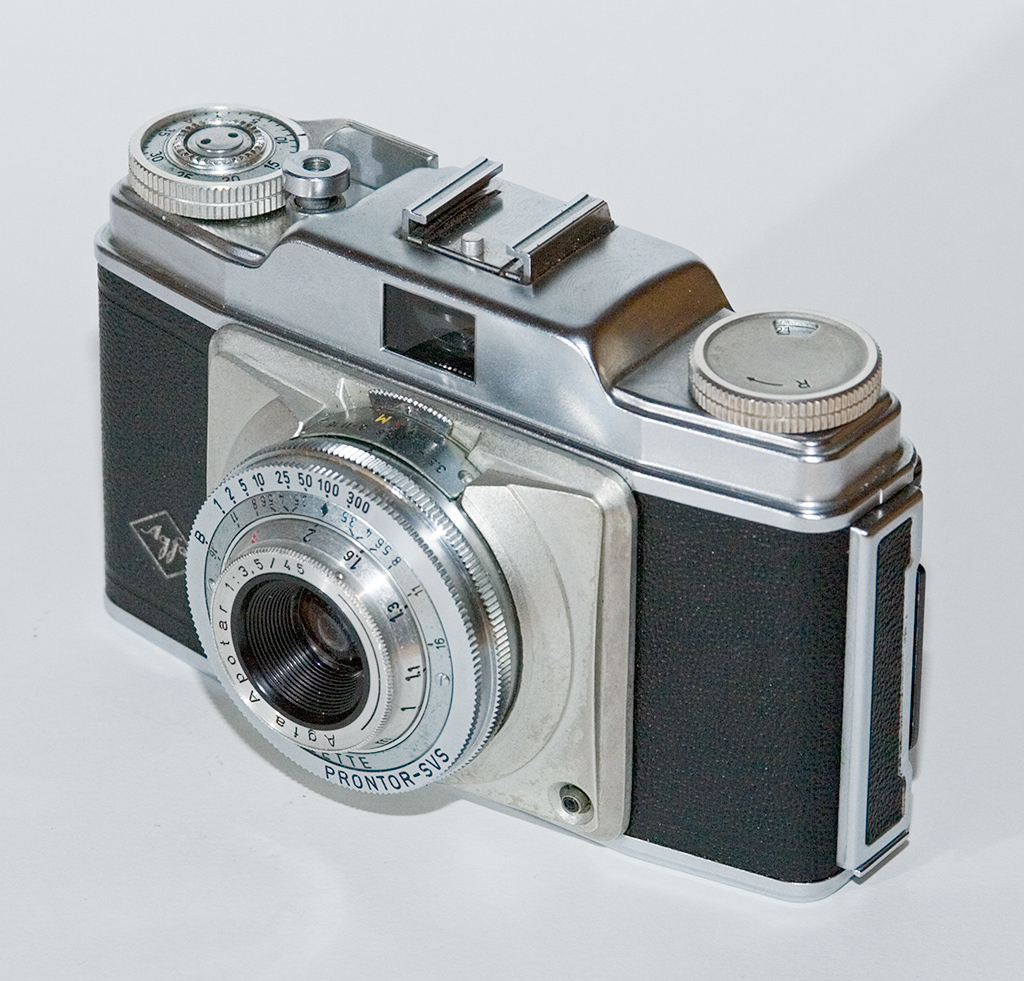
Agfa Silette in der Ausführung von 1954 bis 1957

Nachdem Kleinbild-Faltkameras wie die Karat nicht mehr en vogue waren und als veraltete Vorkriegstechnik angesehen wurden, brachte Agfa 1954 schließlich mit der Silette ebenfalls ein Modell mit feststehendem Objektiv heraus. Sie verkaufte sich bis zum Erscheinen der Optima ausgezeichnet, dann spielten Kameras mit manueller Belichtungseinstellung eine zunehmend geringere Rolle. So leitete man in den 1960er Jahren von der Optima noch eine Silette ab, nach 1970 kam aber kein neues Modell mehr heraus. Die Original-Silette von 1954 lag mit ihren gebundenen DM 98,- gemäß ihrer Ausstattung eher im oberen Preissegment. Der Verkaufserfolg beruhte auf einer mit dem Anschein eines Präzisionsgeräts solide wirkenden, ausgeglichenen „metallischen“ Stylistik sowie der im damaligen Angebot generell dominanten Vertriebsmarke.

### Ambiflex

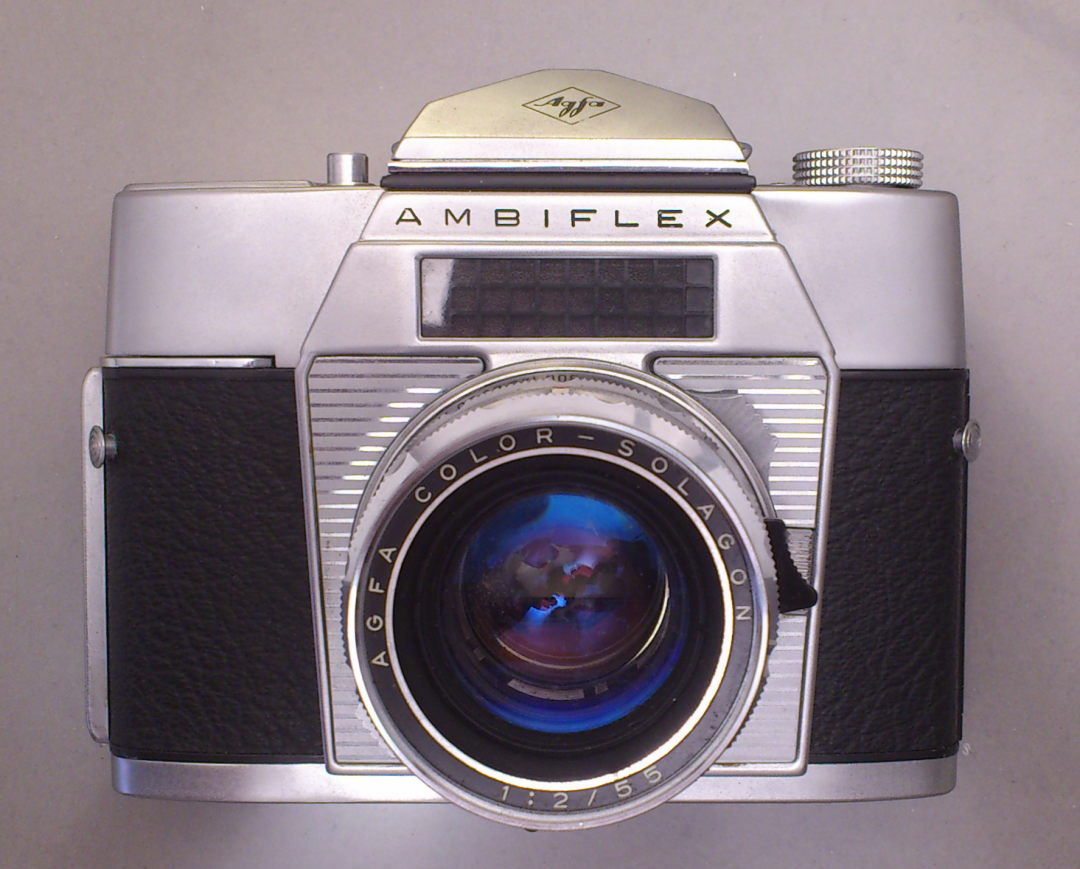
Agfa Ambiflex

Mit der Ambiflex stellte Agfa 1959 die erste Spiegelreflexkamera mit Wechselobjektiv vor. Sie besaß einen Zentralverschluss, wie er auch bei weiteren deutschen Kameras vorkam. Es handelte sich aber um ein Konzept, das sich bei Kleinbild-Spiegelreflexkameras nicht durchsetzte. Bereits 1958 war es zur ersten Agfa-Spiegelreflexkamera überhaupt gekommen, die Colorflex unterschied sich von der Ambiflex im Wesentlichen nur durch das nicht abnehmbare Objektiv.

### Optima
Auswertungen im eigenen Großlabor zeigten viele fehlbelichtete Bilder, es bestand also ein Bedarf nach einer Kamera, die die Belichtung vollkommen alleine, automatisch, steuerte. Dieser Gedanke führte zu der 1959 vorgestellten Optima, der ersten Kamera mit Programmautomatik, bei der die Verschlusszeit und -Blende durch eine Photozelle gesteuert wird. Bei drohender Unter- oder Überbelichtung wird der Fotograf durch eine Anzeige im Sucher gewarnt, zudem bei einigen Baureihen das Auslösen verhindert.
Die Kamera geriet zu einem sehr großen Erfolg und erfüllte auch die Pläne, den technisch Unkundigen zu korrekt belichteten Bildern zu verhelfen und Belichtungsfehler ohne Anstrengung zu verhindern.
Dies hatte für die gerade populär werdende Farbfotografie eine große und werbewirksame Bedeutung, da die zugehörigen Farb-Diafilme generell noch einen eher geringen Belichtungsspielraum aufwiesen.
Der ursprünglichen Konstruktion folgten 1968 und 1977 jeweils neue Baureihen, mit gewohnt automatischem Verschluss und zeitgemäß überarbeiteter Technik. Die Agfa Optimas blieben so, als langlebige Kamerabaureihe im jeweils aktuellen Design, bis zum Ende der Kameraproduktion im Programm.

### Isola
Da der Trend in der Mittelklasse zum Kleinbild hin geht, musste auch eine moderne Kamera der unteren Preisklasse kleiner werden, was erst einmal zum Format 6x6 führte. Die Bedeutung der Isola lag vor allem in ihrem modernen Kunststoffgehäuse, das mit ihr kam.

### Isoly
So wie die Click bei der Einsteigerkamera ein Zwischenschritt von der Box- zur Rapidkamera darstellte, war es in der Preisklasse darüber die 1960 vorgestellte Isoly. Eine Ausnahme war die Isoly Mat, die mit ihrer automatischen Belichtungssteuerung schon in der mittleren Preisklasse lag. Die Isoly verfolgte ein eigenartiges Konzept, sie verwendete den Rollfilm vom Typ 120, belichtete ihn aber nur mit dem Format 4x4. Der Grund dafür lag in der leichteren Verfügbarkeit, der eigentlich für die Bildgröße gedachte Typ 127 war nämlich nicht an allen Verkaufsstellen verfügbar. Außerdem waren 16 Aufnahmen möglich und damit ein wirtschaftlicher Aspekt,  denn die Preise für beide Rollfilmtypen waren gleich.

### Selecta

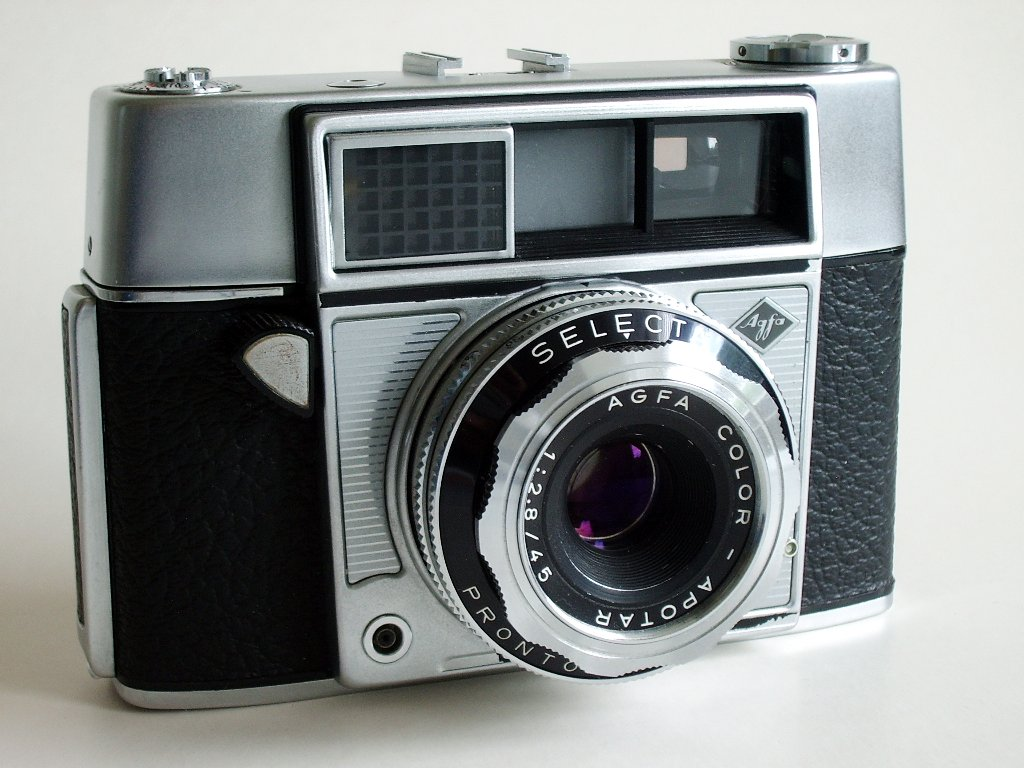
Agfa Selecta

Da es Agfa wenig Mühe bereitete, von der vollautomatischen Optima eine halbautomatische Kamera für Fotoamateure abzuleiten, erschien 1962 mit der Selecta eine solche. Sie hatte Blendenautomatik, der Fotograf konnte also durch Vorwählen der Belichtungszeit auf die Gestaltung des Bildes Einfluss nehmen. Ein verhältnismäßig hoher Verkaufspreis verhinderte aber die weite Verbreitung dieser Kamera, was noch mehr für die Selecta m mit Motorantrieb galt.
Unter dem Namen Selectaflex kam sogar eine Spiegelreflexkamera mit Wechselobjektiv heraus. Ihre Technik war aber veraltet, so dass Agfa dieses Marktsegment nach einiger Zeit aufgab.

### Rapid

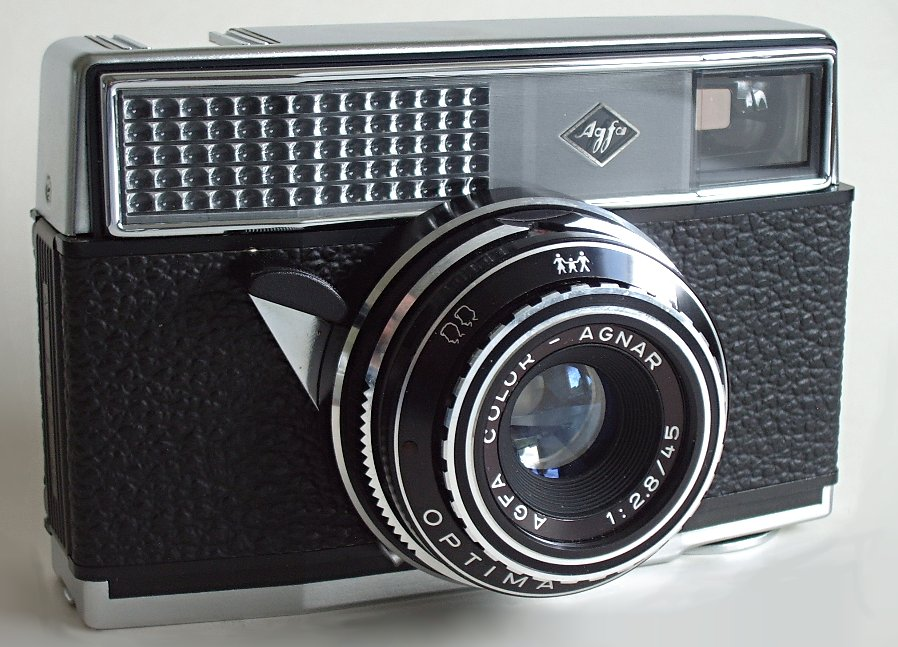
Agfa Optima Rapid 250, 1965

Den Instamatic-Kameras versuchte Agfa ein eigenes System entgegenzusetzen. Da aber Kodak seine Lösung mit mehreren Patenten geschützt hatte, war an eine vergleichbar benutzerfreundliche Kassette nicht zu denken. So entsann man sich an die Patronen der ursprünglichen Karat-Kameras und führte sie minimal abgeändert unter dem Namen Rapid wieder ein. Das zugehörige Kamera-Programm reichte von einfachen Modellen bis zu einem Programmautomaten, der ebenfalls Optima hieß. Aufgrund der zahlreichen Agfa-Händler gelangte auch eine nennenswerte Anzahl von Rapid-Kameras im Umlauf, letztlich hatte Kodak aber mit dem extrem einfachen Filmwechsel das bessere Argument, woraufhin Agfa 1970 ebenfalls auf die Instamatic-Kassette überging und sein eigenes System nicht weiter verfolgte.

### Parat
In den 1960er Jahren glaubte man bei fast allen Kameraherstellern, dass sich mit den zunehmend höher auflösenden Filmen bei den Amateurkameras kleinere Formate verbreiten werden. So setzte man beispielsweise bei Rollei und Wirgin (Markenname Edixa) auf den 16-mm-Film. Ein anderer Weg bestand im Halbformat. Der Vorteil lag im gewöhnlichen Kleinbildfilm vom Typ 135, den es überall zu kaufen gab. Allerdings musste die Kamera für Queraufnahmen hochkant gehalten werden. Agfa brachte für dieses Format einige Kameras heraus und nannte sie Parat, sie hatten aber keine große Bedeutung.

### Agfamatic

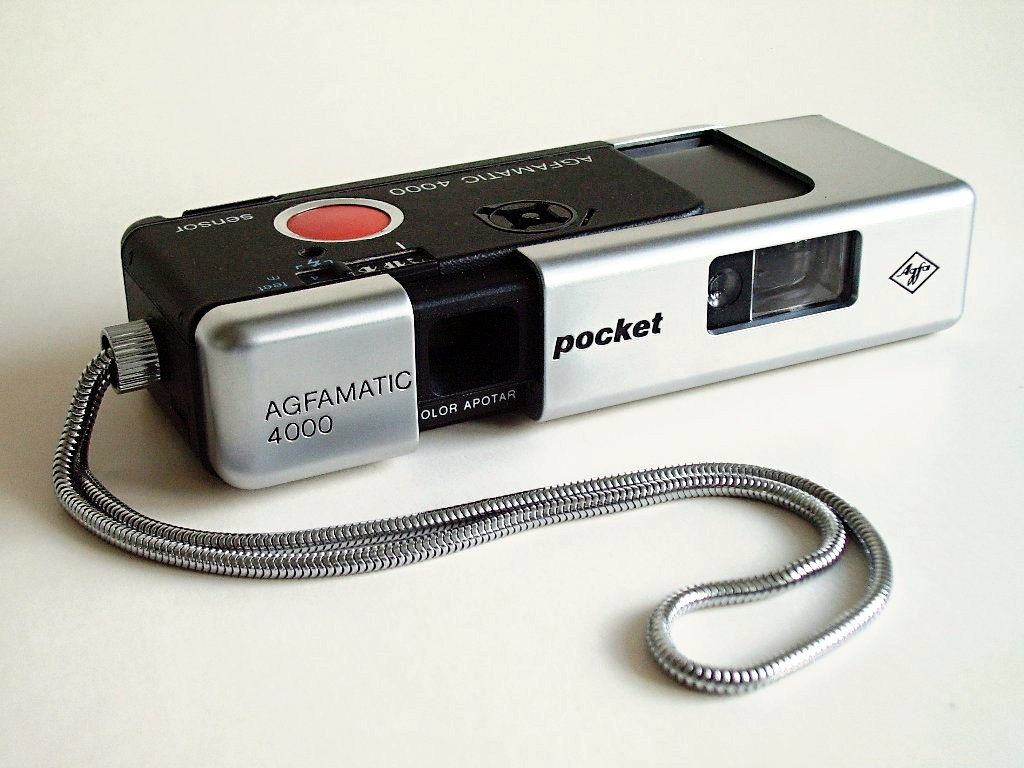
Agfamatic Pocket 4000

Nach dem eingeschränkten Erfolg des Rapid-Systems ging Agfa auf das Kodak Instamatic-System über und nannte die zugehörigen Kameras Agfamatic. Nachdem Kodak 1972 seinen Pocketfilm vorstellte, reagierte man bei Agfa sofort und stellte schon ein Jahr später als erster Lizenznehmer eine eigene Kamera, die Agfamatic Pocket, und den Film dazu vor. Der ganz große Erfolg folgte dann mit der Baureihe 2000 bis 6000.

### Selectronic Spiegelreflex
Um auch eine moderne Spiegelreflexkamera im Programm zu halten, nahm Agfa im Jahr 1980 mit den drei Modellen Selectronic 1, Selectronic 2 und Selectronic 3 erstmals zugekaufte Fotoapparate ins Programm auf. Die Kunden bemerkten dies aber sofort und waren nicht bereit, für Agfa-Schriftzug und Sensorauslöser einen Aufpreis zu zahlen, gab es doch die ansonsten gleichen Kameras beispielsweise unter dem Namen Revue bei Foto Quelle billiger zu kaufen. So geriet das Vorhaben zu einem gewaltigen Misserfolg.

### Compact

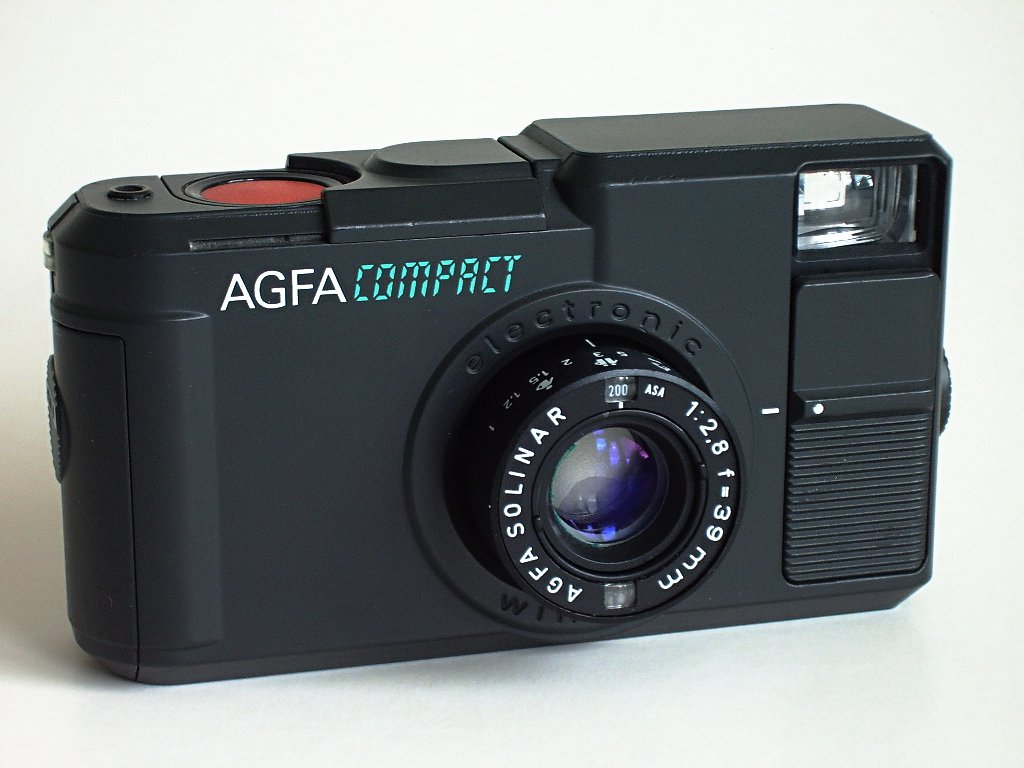
Agfa Compact

Bei der Agfa Compact handelt es sich um die letzte im Werk München produzierte Kamera, sie wurde auch unter dem Namen Optima 935 verkauft. Sie war eine richtungsweisende Konstruktion. Zum einen fiel sie entsprechend ihrem Namen sehr klein aus, zum anderen fuhr das Objektiv motorisch aus, war ansonsten im Gehäuse geschützt untergebracht. Diese noch seltene Bauart geriet einige Jahre später zum Standard für eine Kleinbild-Sucherkamera. Als Zubehör gab es ein an die Kamera anklickbares, batteriegespeistes Blitzgerät im selben Design.

## Schmalfilmkameras

### Movex

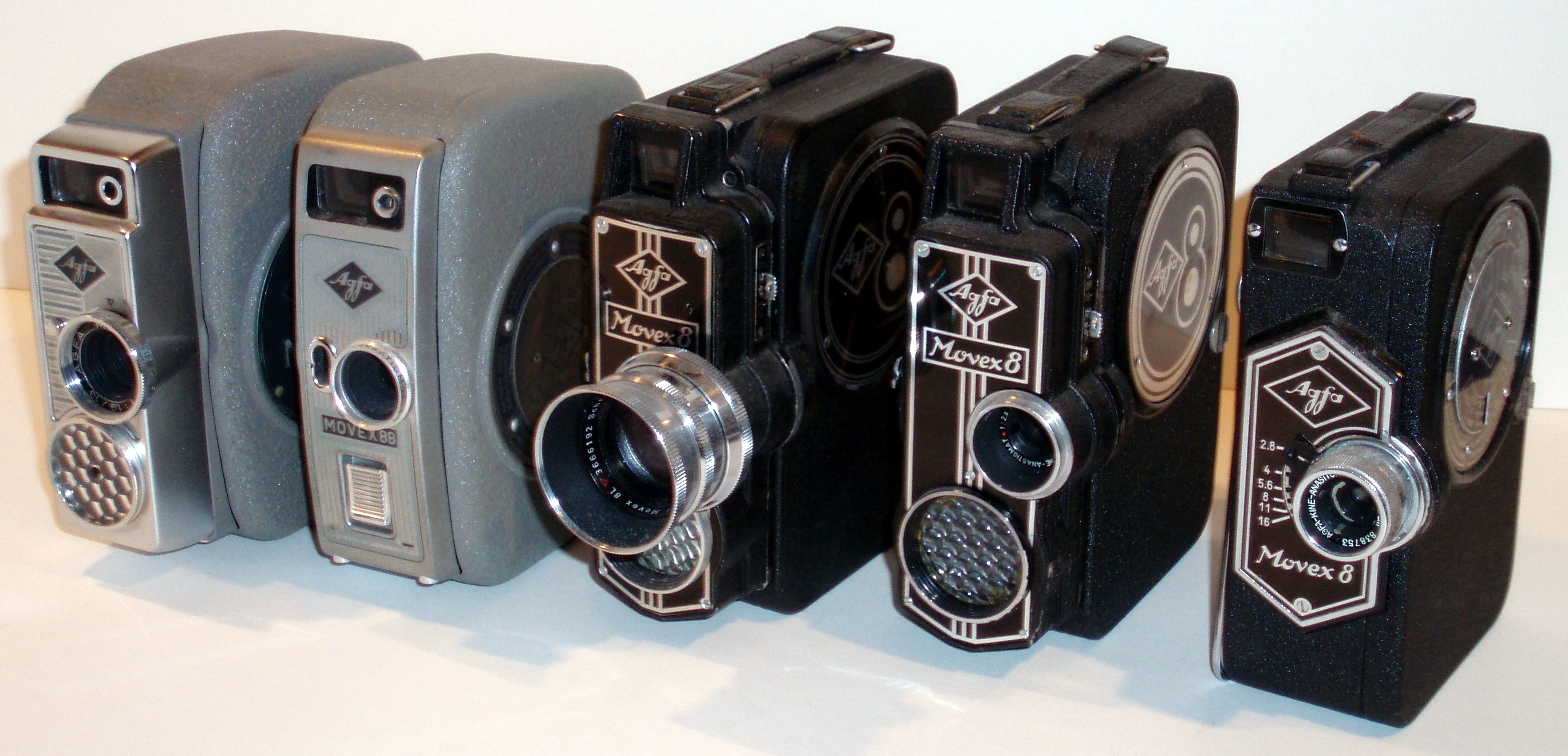
Agfa Movex

Agfa war daran interessiert, den Absatz der Schmalfilme mit eigenen Amateurkameras zu steigern. Den Anfang machte im Jahr 1928 die Movex 12 für 16-mm-Schmalfilm. 8-mm-Kameras gab es in Gestalt der Movex 8 seit 1937 von Agfa. Die Bezeichnung Movex trugen sämtliche Agfa-Filmkameras mit fester Brennweite, von denen die letzten sogar noch für das gerade neue Format Super 8 erschienen, danach gehörte das Zoomobjektiv zum Standard.

### Movexoom
Die große Bedeutung des Zoomobjektivs für die Filmkamera arbeitete Agfa mit Movexoom in die Kamerabezeichnung ein. Es begann mit der Movexoom im Jahre 1963 und reichte bis zu den letzten Agfa-Filmkameras – sieht man einmal vom Family-System ab – Movexoom 6 und Movexoom 10, deren Produktion 1977 endete.

### Microflex
Als Ende der 1960er Jahre besonders kompakte Super-8-Kameras aufkommen, war Agfa dabei sofort mit einem Modell vertreten. Schließlich konnte man diese Taschenkameras bequem mit sich führen, was einen neuen Kundenkreis und somit zusätzlichen Absatz von Filmkassetten versprach. Um die geringe Größe bereits im Namen deutlich zu machen, hieß die Kamera nicht Movex, sondern Microflex.

### Family
Das System Agfa Family stellte eine Kombination aus Film- und Fotokamera dar, entsprach aber nicht den Kundenwünschen und erwies sich als praktisch unverkäuflich. Da es aufgrund der aufwändigen Kunststoffgehäuse viel Geld für deren Formen verschlang, trug es nennenswert zum Untergang des Kamerawerks München bei.

## Weitere Produkte

### Ferngläser
Von 1960 bis 1974 hielt man auch ein Fernglas im Programm, das Agfa Prismen-Fernglas 8 × 30 kostete 138 DM, bis 1967 gab es zudem noch eine 10 × 40-Variante davon.

### Dia-Projektoren
Agfa stellte auch eine Reihe von Dia-Projektoren her. Frühe Modelle trugen Namen wie Karator (3, U), Opticus 100 oder Agfacolor 50 automatic. Die neuere Baureihe war die DIAMATOR-Reihe – erst mit Buchstaben bezeichnet (Agfa DIAMATOR H), dann mit Zahlen (DIAMATOR 1500). Es wurden automatische Projektoren angeboten wie auch Systeme, die sich dem thermischen Verziehen von Dias anpassen (CS: curved slide). Die Projektionsobjektive trugen in der Regel den Namen Agomar.
1984 wurde das Agfa-Gevaert-Werk im Coimbra, das Agfa-Diaprojektoren herstellte, an die Reflecta GmbH, einen Hersteller von Lichtbildwänden und seit 2016 auch Inhaber der Marke Braun Photo Technik, abgegeben. Die Projektionsobjektive werden von reflecta unter dem Namen reflecta Agomar weiter vertrieben.

### Fotolabor-Geräte
Kaum dokumentiert ist, dass Agfa neben einer Serie von professionellen Fotolabor-Ausstattungen für gewerbliche Fotolabore und Foto-Drogerien auch hochwertige Vergrößerungsgeräte, Dunkelkammerbeleuchtung und Zubehör für das private Fotolabor herstellte. Zu ihrer Zeit revolutionäre Neuentwicklungen waren beispielsweise der Varioscop Vergrößerer mit dem ersten am Markt erhältlichen stufenlos einstellbaren Farbmischkopf und Autofokus (automatischer Scharfeinstellung), der erste vollautomatische Belichtungsrahmen für Color-Arbeiten Agfa Variomat C und die Tageslicht-Entwicklungsdosen Rondix und Rondinax, mit denen Filme bei gedämpftem Tageslicht ohne Dunkelphase entwickelt werden konnten.

## Galerie

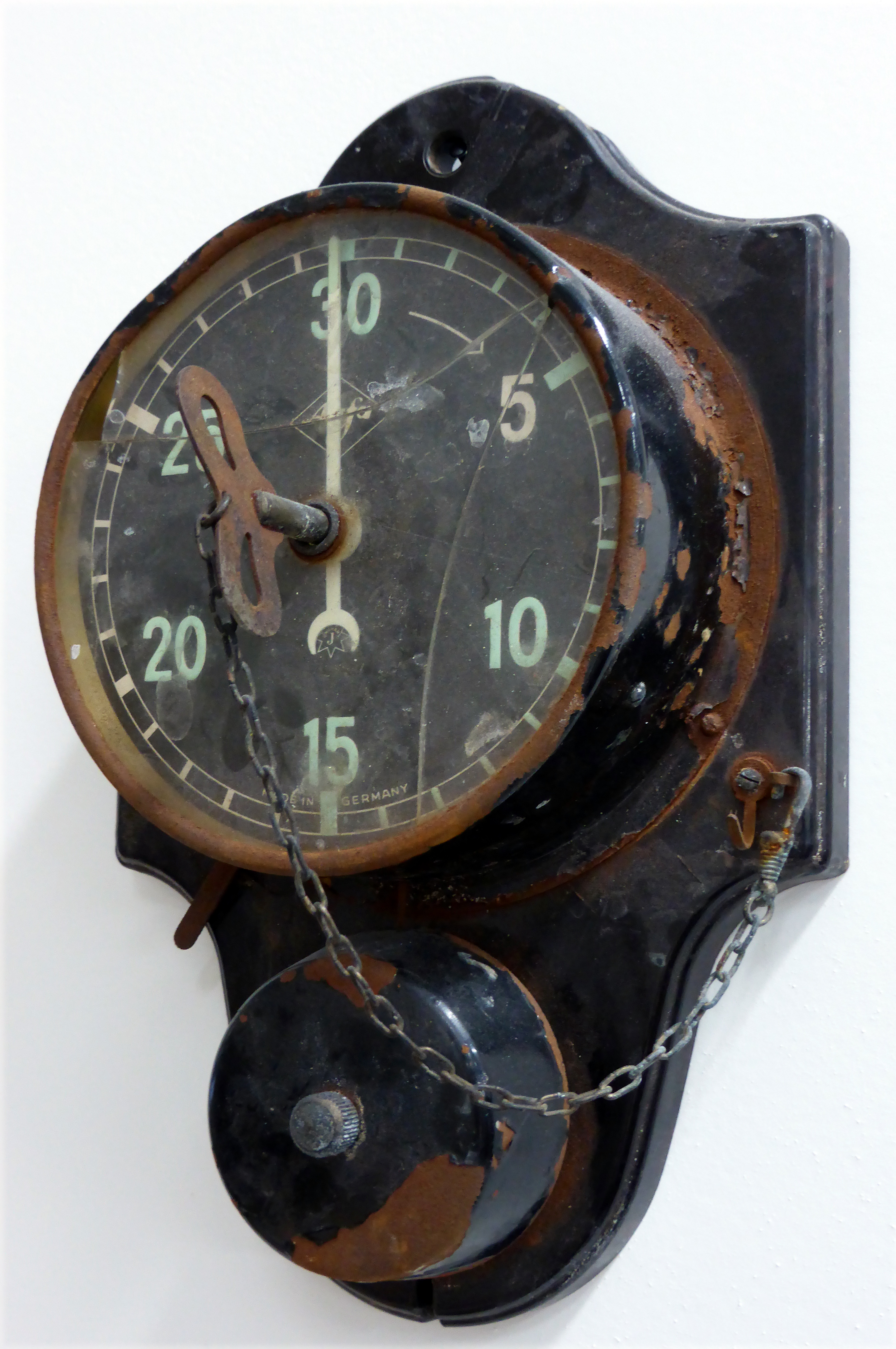
Laboruhr mit Signalglocke
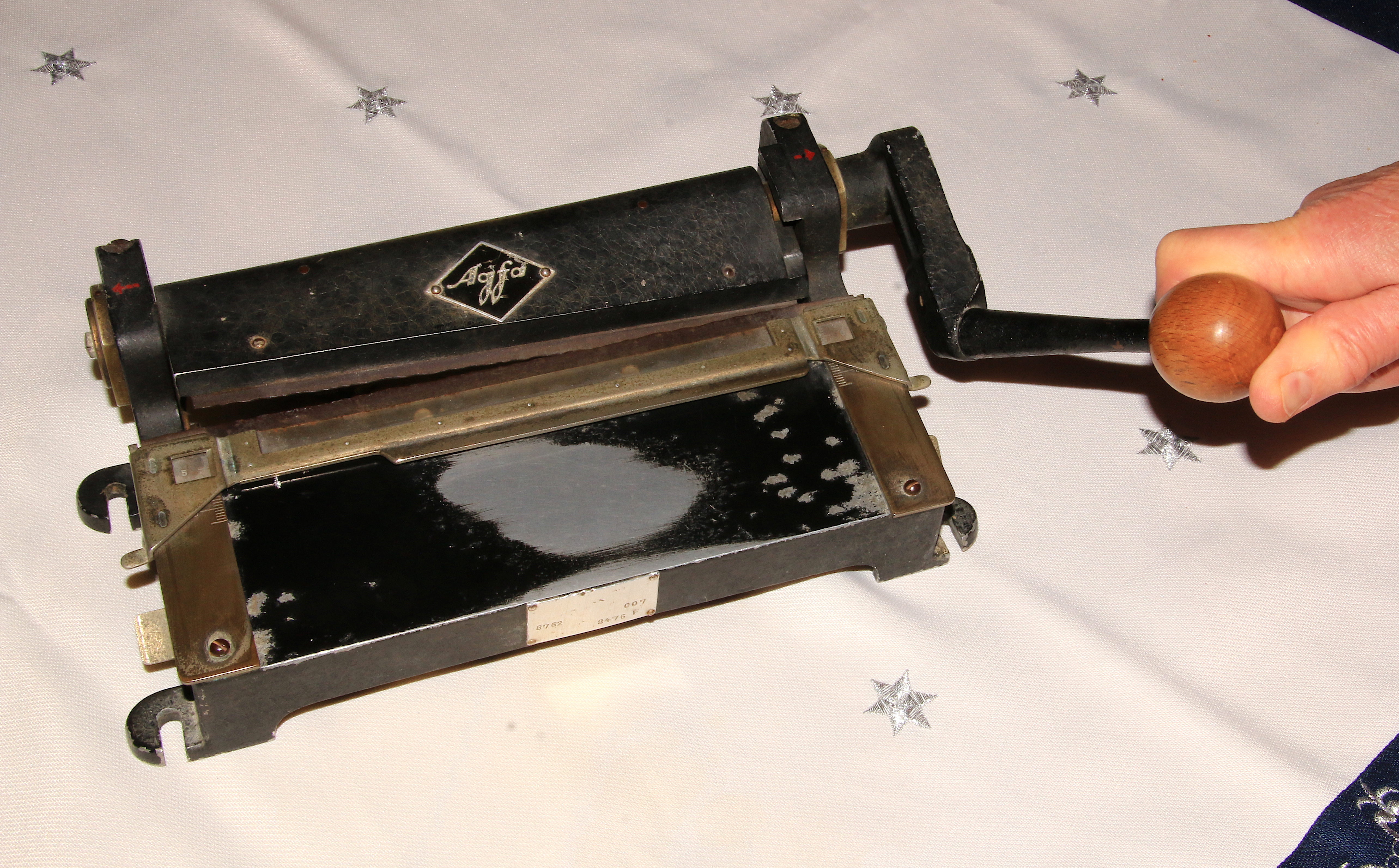
Agfa Bütten-Schneidemaschine (ca. 1950)
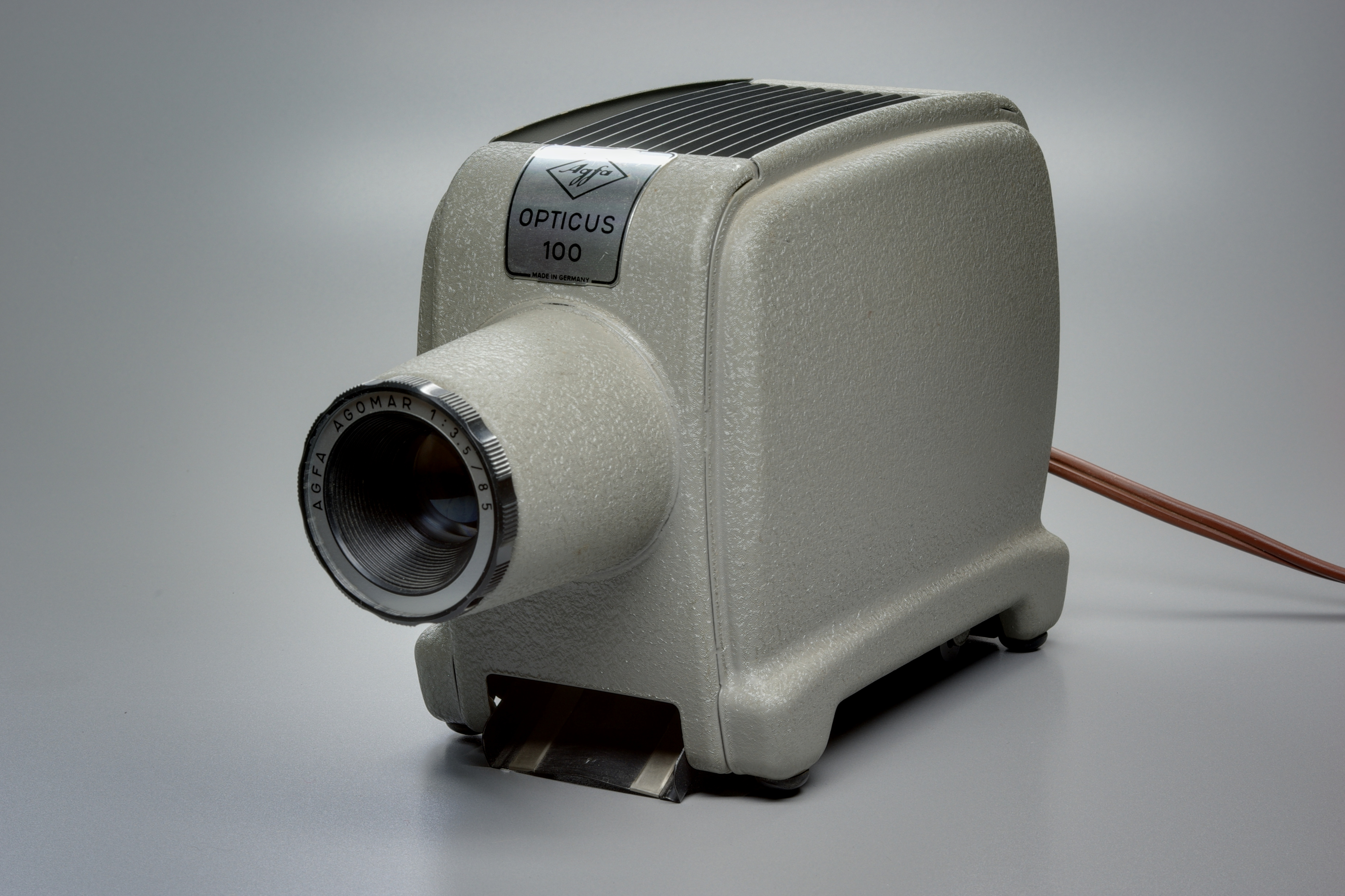
Diaprojektor Agfa Opticus 100
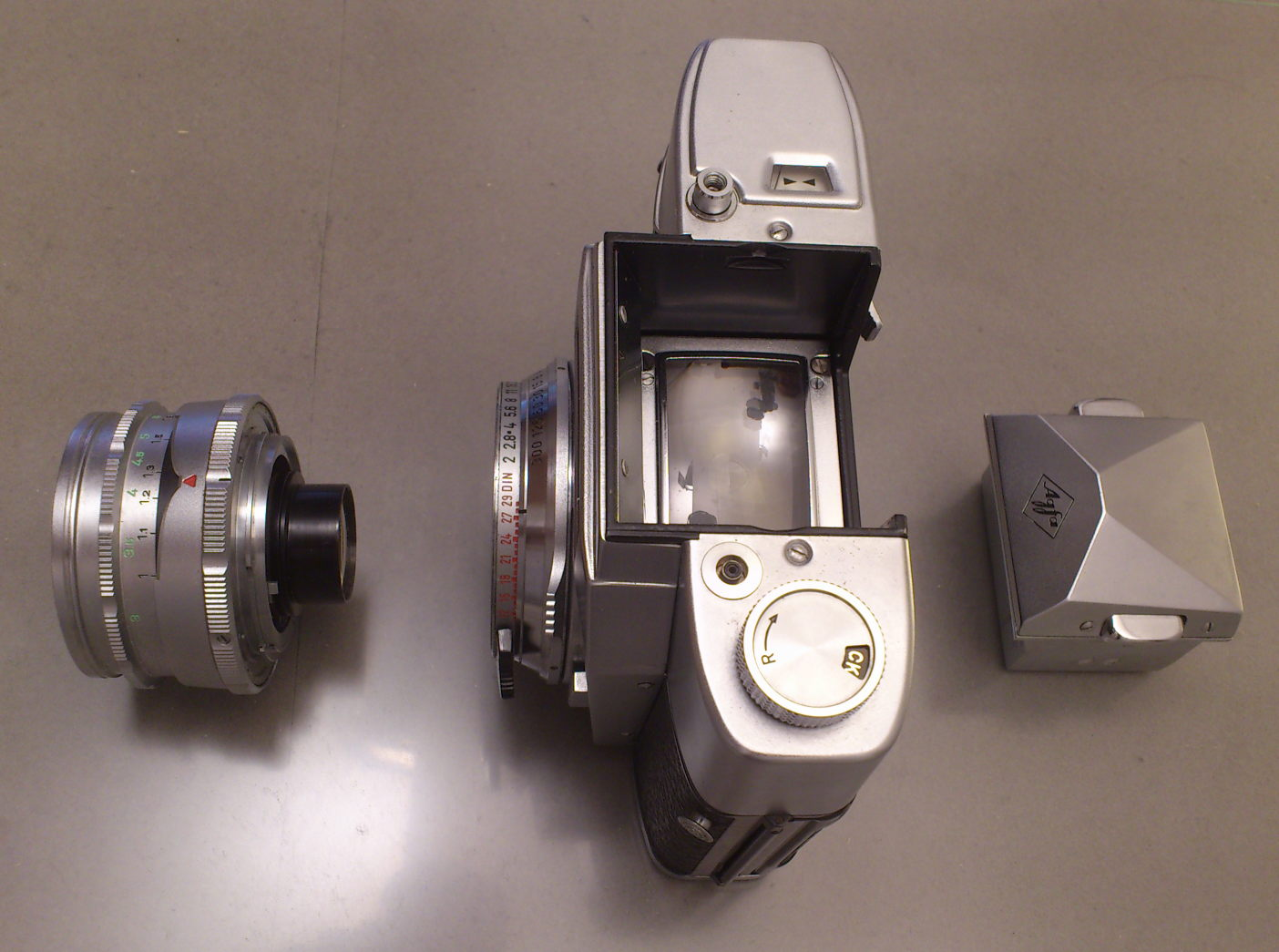
Agfa Ambiflex Abnehmbare Elemente
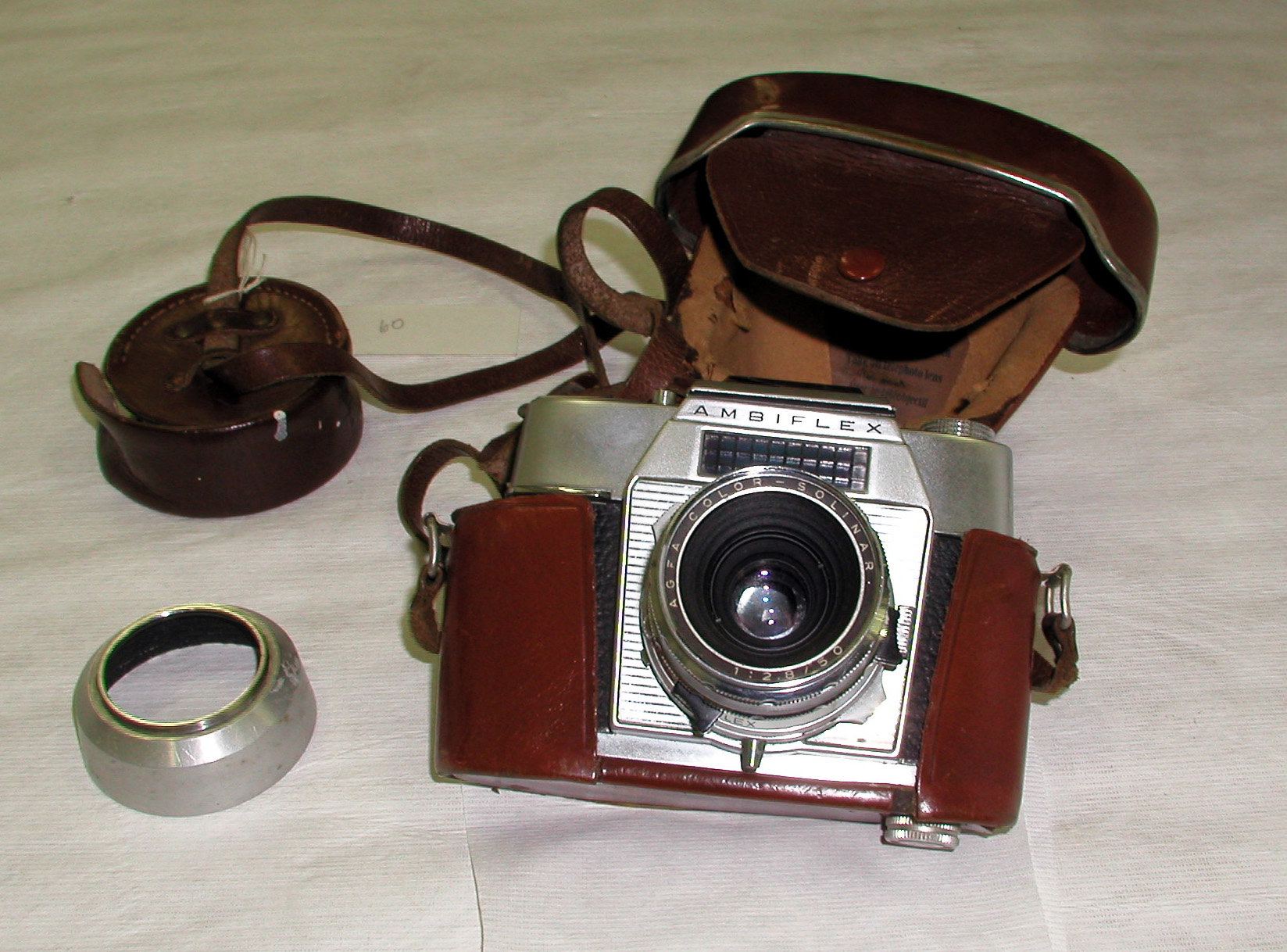
Agfa Ambiflex mit Bereitschaftstasche
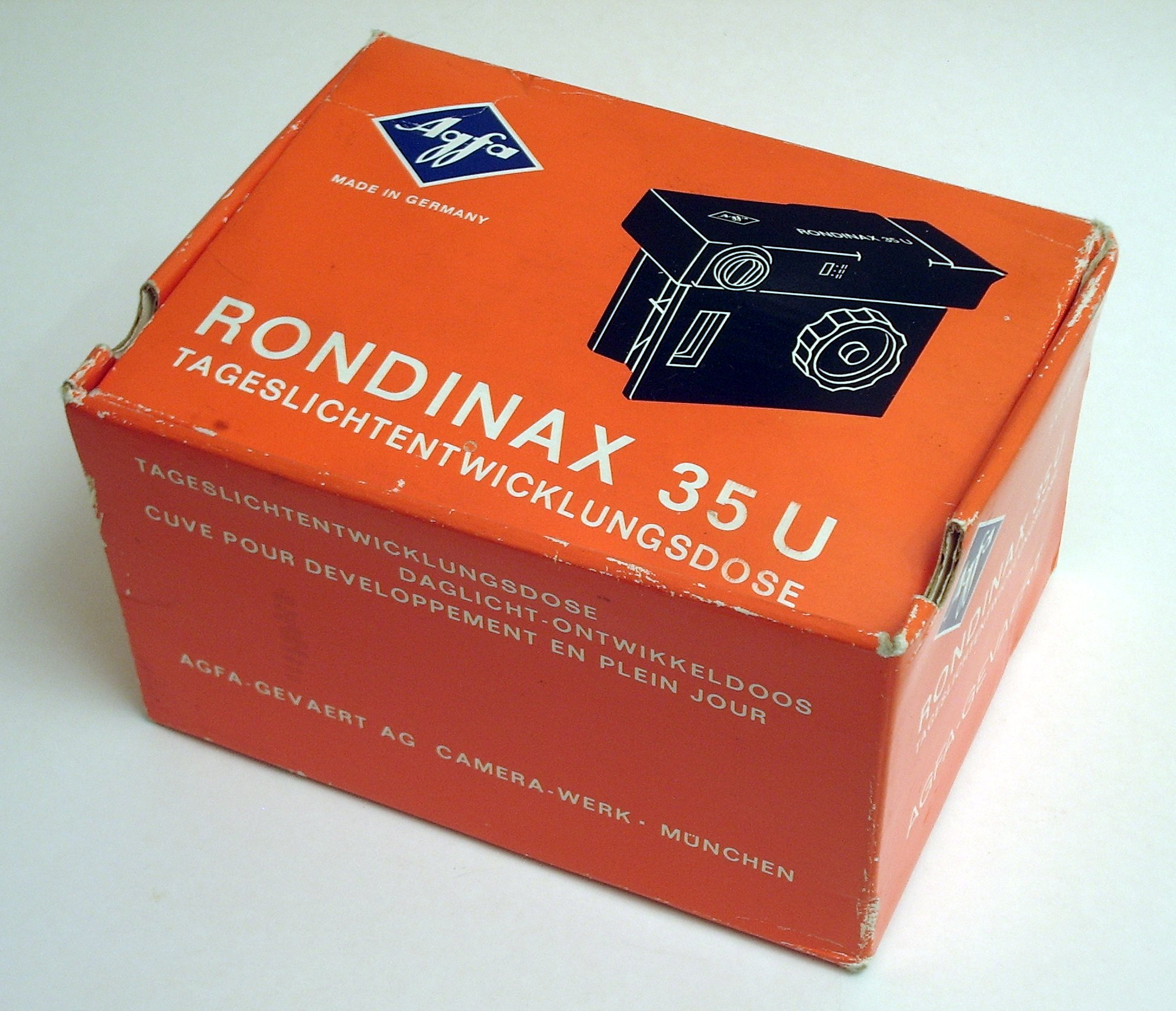
Entwicklungsdose Rondinax
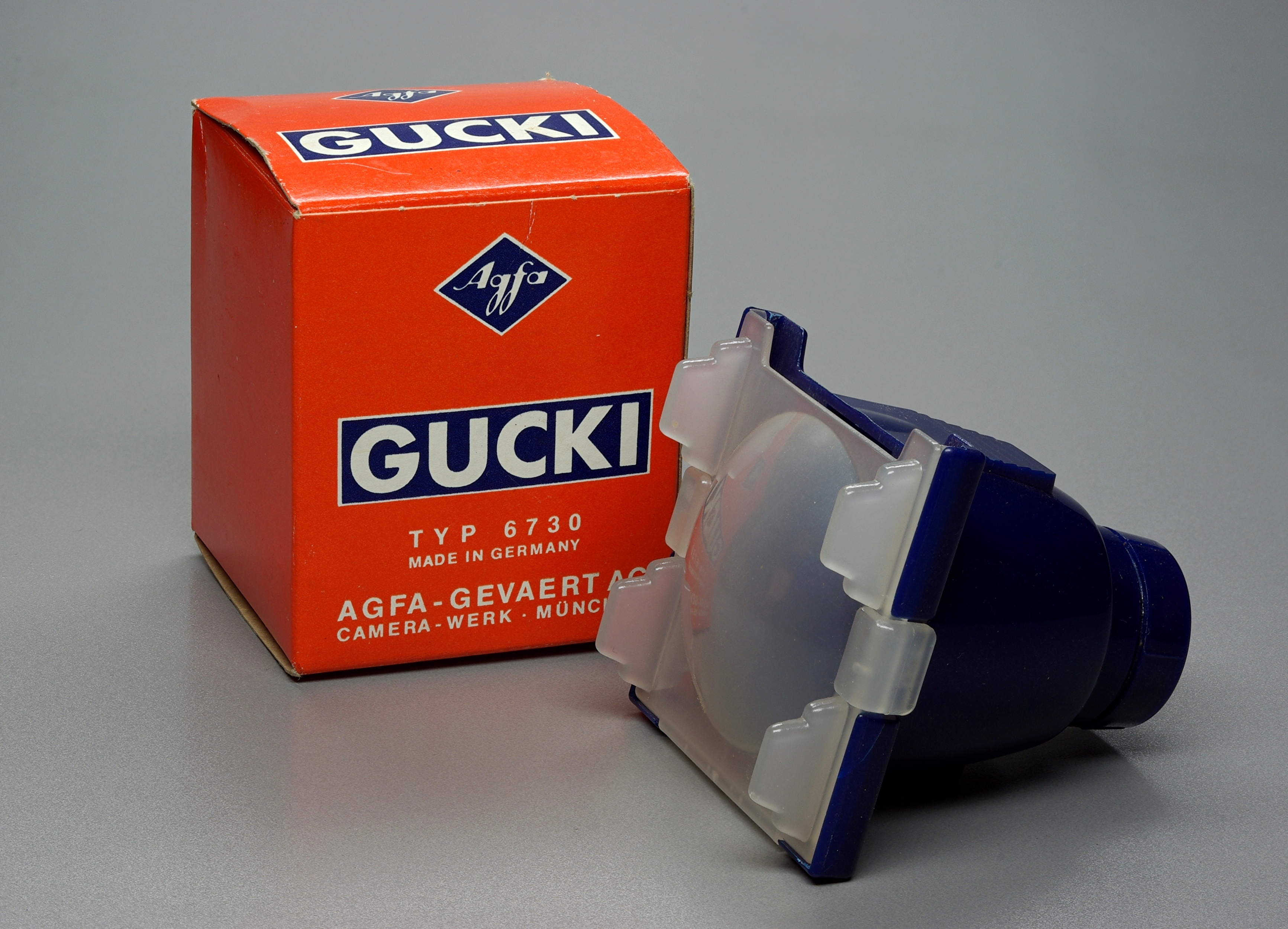
Diabetrachter Agfa Gucki
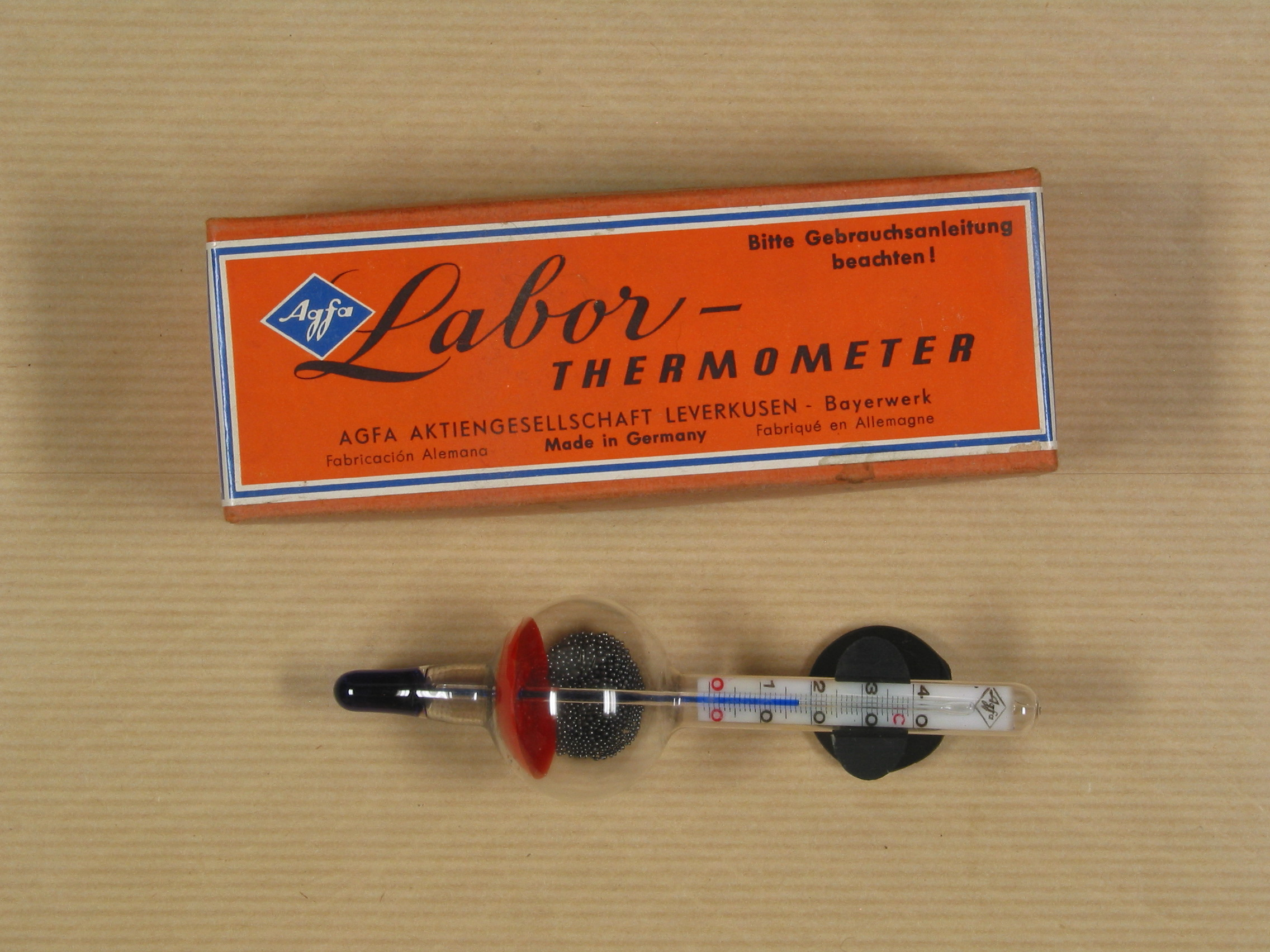
Laborthermometer